# Pedro II do Brasil
Pedro II (nome completo: Pedro de Alcântara João Carlos Leopoldo Salvador Bibiano Francisco Xavier de Paula Leocádio Miguel Gabriel Rafael Gonzaga; Rio de Janeiro, 2 de dezembro de 1825 – Paris, 5 de dezembro de 1891), cognominado "o Magnânimo", foi o segundo e último monarca do Império do Brasil, tendo imperado no país durante um período de 58 anos. Foi filho mais novo do imperador Pedro I do Brasil e da imperatriz consorte Maria Leopoldina da Áustria e, portanto, membro do ramo brasileiro da Casa de Bragança. Nascido no Palácio Imperial de São Cristóvão, no Rio de Janeiro. A abrupta abdicação do pai e sua partida para Portugal, tornaram Pedro imperador com apenas cinco anos. Obrigado a passar a maior parte do seu tempo estudando em preparação para reinar, conheceu poucos momentos de alegria e amigos de sua idade. Suas experiências com intrigas palacianas e disputas políticas durante este período tiveram grande impacto na formação de seu caráter. O imperador Pedro II tornou-se um homem com forte senso de dever e devoção ao seu país e seu povo. Por outro lado, ressentiu-se cada vez mais de seu papel como monarca.
Teve a maioridade decretada para assumir o governo e evitar a desintegração do Império, tendo deixado ao sucessor republicano um país caracterizado como potência emergente na arena internacional. A nação distinguiu-se de seus vizinhos hispano-americanos devido à sua estabilidade política e especialmente por sua forma de governo: uma monarquia parlamentar constitucional. O Brasil também foi vitorioso em três conflitos internacionais (a Guerra do Prata, a Guerra do Uruguai e a Guerra do Paraguai) sob seu império, assim como prevaleceu em outras disputas internacionais e tensões domésticas. Um erudito, o imperador estabeleceu uma reputação como um vigoroso patrocinador do conhecimento, da cultura e das ciências. Ele ganhou o respeito e admiração de estudiosos como Graham Bell, Charles Darwin, Victor Hugo e Friedrich Nietzsche, e foi amigo de Richard Wagner, Louis Pasteur e Henry Wadsworth Longfellow, dentre outros.
Pedro II não permitiu nenhuma medida contra sua remoção e não apoiou qualquer tentativa de restauração da monarquia por meio de uma guerra. O imperador deposto passou os seus últimos dois anos de vida no exílio na Europa, vivendo só. Algumas décadas após sua morte, sua reputação foi restaurada e seus restos mortais foram trazidos de volta ao Brasil em meio a amplas celebrações.
Sua influência se refletiu também na Ciência e na Filosofia, sendo o Imperador Dom Pedro II um grande admirador e incentivador dessas disciplinas, principalmente a Astronomia. Tanto que, desde a aprovação da lei n° 13.556/2017, o dia 02 de dezembro, dia de nascença do antigo monarca, é comemorado oficialmente como o Dia Nacional da Astronomia no Brasil. 

## Primeiros anos

### Nascimento

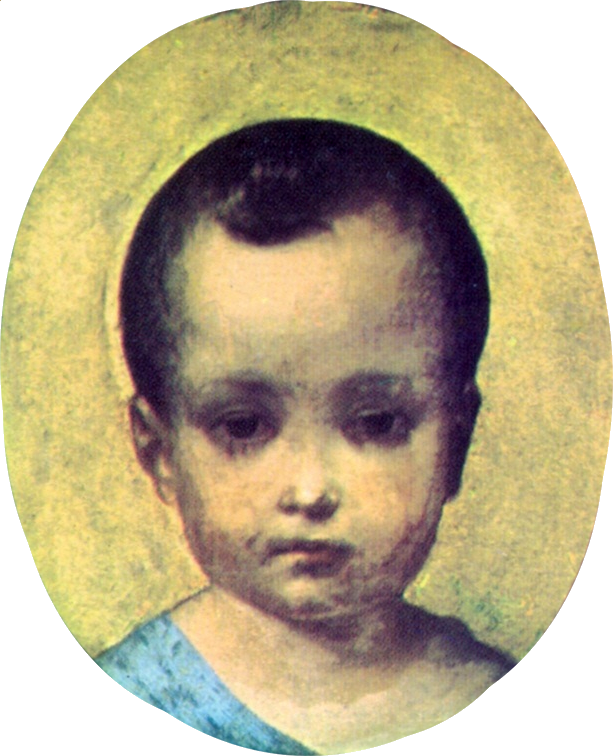
Pedro II aos 10 meses de idade, 1826

Pedro nasceu às 02h30 da manhã do dia 2 de dezembro de 1825 no Palácio de São Cristóvão, na cidade do Rio de Janeiro, Brasil. Batizado em homenagem a São Pedro de Alcântara, seu nome completo era Pedro de Alcântara João Carlos Leopoldo Salvador Bibiano Francisco Xavier de Paula Leocádio Miguel Gabriel Rafael Gonzaga.
Seu pai, o imperador Pedro I, foi o fundador do ramo brasileiro da Casa de Bragança e seu nome era precedido pelo honorífico "Dom" ("Senhor" ou "Lorde") desde o nascimento. Era neto do rei português João VI e sobrinho de Miguel I. Sua mãe era a arquiduquesa Maria Leopoldina da Áustria, filha de Francisco II, último Imperador do Sacro Império Romano-Germânico e  primeiro imperador do Império Austríaco. Por sua mãe, Pedro era sobrinho de Napoleão Bonaparte e primo dos imperadores Francisco José I da Áustria e Maximiliano do México.
Único filho legítimo do sexo masculino de Pedro I a sobreviver à infância, foi oficialmente reconhecido como herdeiro do trono brasileiro com o título de Príncipe Imperial a 6 de agosto de 1826. A imperatriz consorte Leopoldina morreu a 11 de dezembro de 1826, poucos dias após dar à luz um menino natimorto, quando Pedro tinha um ano de idade. Pedro não guardou recordações de sua mãe, a não ser pelo que depois lhe foi contado. A influência e lembrança de seu pai também apagou-se com o tempo, e não guardou fortes imagens de Pedro I, mas apenas poucas e vagas lembranças.
Dois anos e meio após a morte de Leopoldina, o imperador casou-se com Amélia de Leuchtenberg. O príncipe Pedro passou pouco tempo com sua madrasta; no entanto, criaram um relacionamento afetuoso e mantiveram contato até a morte dela em 1873. O imperador Pedro I abdicou em 7 de abril de 1831, após um longo conflito com a facção liberal (que por sua vez iria mais tarde dividir-se nos dois partidos dominantes na monarquia, o Partido Conservador e o Partido Liberal) dominante no parlamento. Ele e D.Amélia partiram imediatamente para a Europa, onde o agora novamente príncipe Pedro iria lutar para restaurar sua filha Maria II, cujo trono em Portugal fora usurpado por seu irmão Miguel I. Deixado para trás, o príncipe imperial. Pedro tornou-se pelas leis sucessórias, imediatamente "Dom Pedro II. Por graça de Deus e unânime aclamação dos povos, Imperador Constitucional e Defensor Perpétuo do Brasil". Seguindo assim a velha tradição portuguesa de "Rei morto, Rei posto."

### Educação

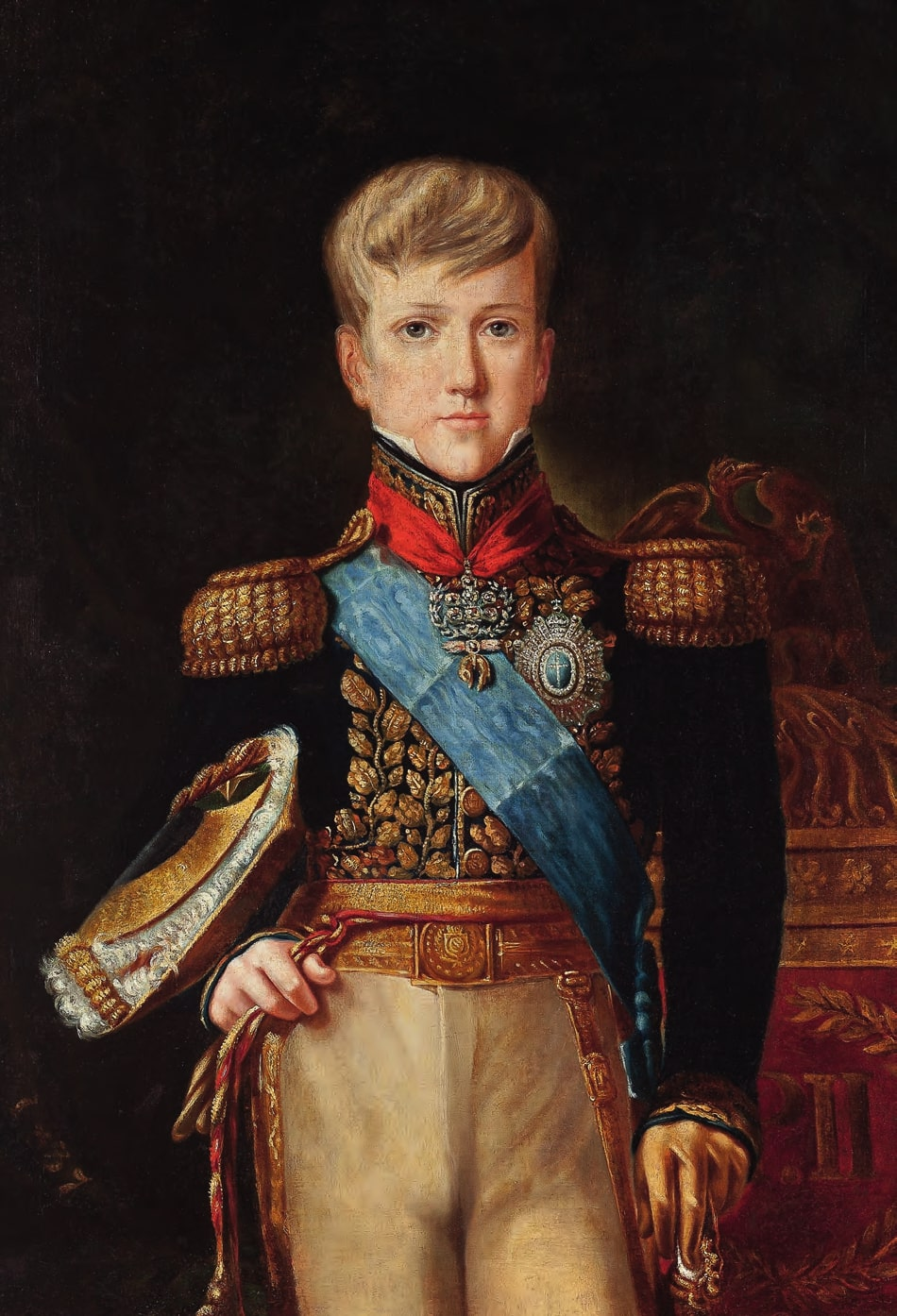
O imperador Pedro II aos 12 anos de idade vestindo o uniforme imperial de gala, 1838, por Félix Émile Taunay, no Museu Imperial

Ao deixar o país, o imperador Pedro I selecionou três pessoas para cuidarem de seu filho e das filhas remanescentes. A primeira foi José Bonifácio de Andrada, seu amigo e líder influente da independência brasileira, nomeado tutor. A segunda foi Mariana Carlota de Verna Magalhães Coutinho (depois Condessa de Belmonte), que detinha o cargo de aia desde o nascimento de Pedro II. Quando bebê, Pedro II a chamava de "dadama", pois não pronunciava corretamente a palavra "dama". Considerava-a sua mãe de criação, e continuaria a chamá-la, por afeto, de "dadama" mesmo já adulto. A terceira pessoa escolhida foi Rafael, um veterano negro da Guerra da Cisplatina. Rafael era um empregado do paço em quem Pedro I tinha profunda confiança e a quem pediu que olhasse por seu filho — pedido que Rafael levaria a termo pelo resto de sua vida.
José Bonifácio foi destituído de sua posição em dezembro de 1833 e substituído por outro tutor. Pedro II passava os dias estudando, com apenas duas horas livres para recreação. Acordava às 06h30 da manhã e começava seus estudos às sete, continuando até as dez da noite, quando ia para cama. Tomou-se grande cuidado em sua educação para formar valores e personalidade diferente da impulsividade e irresponsabilidade demonstradas por seu pai. Sua paixão pela leitura lhe permitiu assimilar qualquer informação. Pedro II não era um gênio, mas inteligente e com grande capacidade para acumular conhecimento facilmente.
O imperador teve uma infância solitária e infeliz. A perda súbita de seus pais o assombraria por toda a vida; ele teve poucos amigos de sua idade e o contato com suas irmãs era limitado. O ambiente em que foi criado o tornou tímido e carente, enxergando nos livros refúgio e fuga do mundo real.

### Coroação antecipada

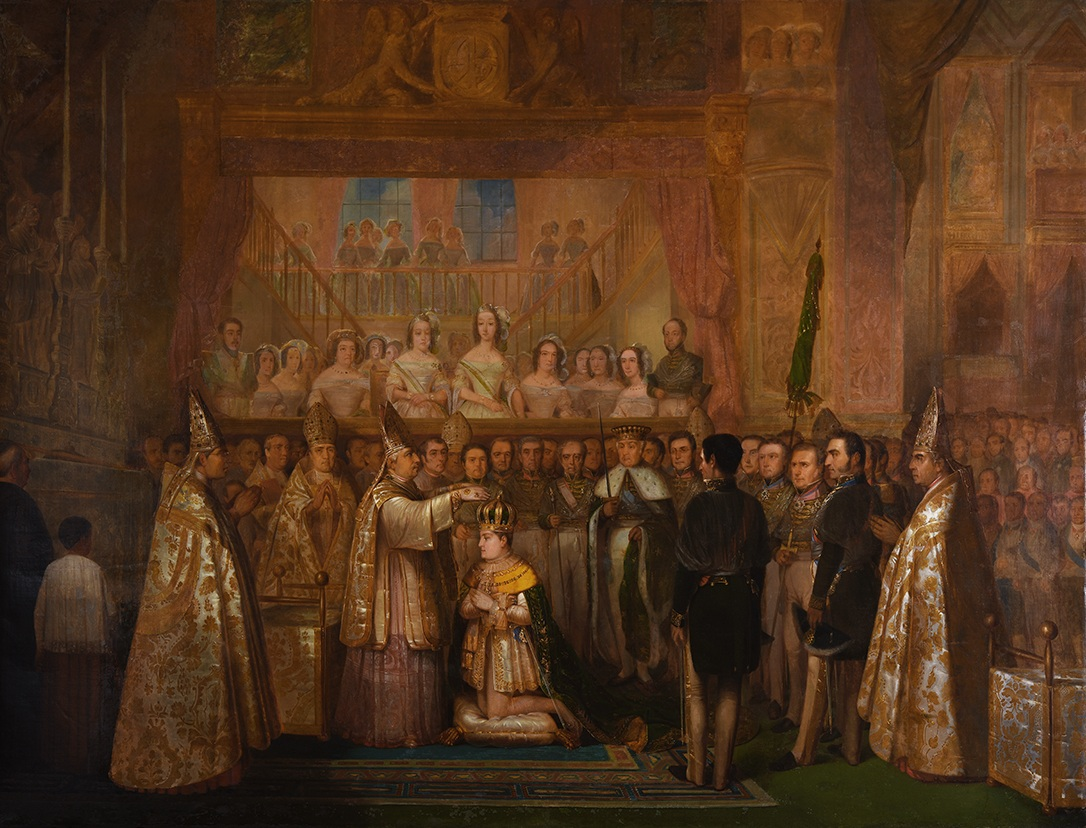
A coroação de Pedro II aos 15 anos de idade em 18 de julho de 1841 por François-René Moreaux, no Museu Imperial

A elevação de Pedro II ao trono imperial em 1831 levou a um período de crises, o mais conturbado da história do Brasil. Uma regência foi criada para governar em seu lugar até que atingisse a maioridade. Disputas entre facções políticas resultaram em diversas rebeliões e levaram a uma situação instável, quase anárquica, sob os regentes.
A possibilidade de diminuir a idade em que o jovem imperador seria considerado maior de idade, ao invés de esperar até que completasse 18 anos de idade em 2 de dezembro de 1843, era levada em consideração desde 1835. A ideia era apoiada, de certa forma, pelos dois principais partidos políticos. Acreditava-se que aqueles que o auxiliassem a tomar as rédeas do poder estariam em posição para manipular o jovem inexperiente. Aqueles políticos que haviam surgido na década de 1830 haviam se tornado familiares aos perigos de governar. De acordo com o historiador Roderick J. Barman, "eles haviam perdido toda a fé em sua habilidade para governar o país por si só. Eles aceitaram Pedro II como uma figura de autoridade cuja presença era indispensável a sobrevivência do país". O povo brasileiro também apoiava a diminuição da maioridade, e consideravam Pedro II "o símbolo vivo da união da pátria"; esta posição "deu a ele, aos olhos do público, uma autoridade maior do que a de qualquer regente".
Aqueles que defendiam a imediata declaração de maioridade de Pedro II passaram uma moção requisitando ao imperador que assumisse poderes plenos. Uma delegação foi enviada a São Cristóvão para perguntar se Pedro II aceitaria ou rejeitaria a declaração antecipada de sua maioridade. Ele respondeu timidamente que "sim" quando perguntado se desejaria que a maioridade fosse diminuída, e "já" quando indagado se desejaria que viesse a ter efeito naquele momento ou preferiria esperar até o seu aniversário em dezembro. No dia seguinte, em 23 de julho de 1840, a Assembleia Geral (o parlamento imperial brasileiro) declarou formalmente Pedro II maior aos 14 anos de idade. Lá, à tarde, o jovem imperador prestou o juramento de ascensão. Foi aclamado, coroado e consagrado em 18 de julho de 1841.

## Consolidação

### Casamento

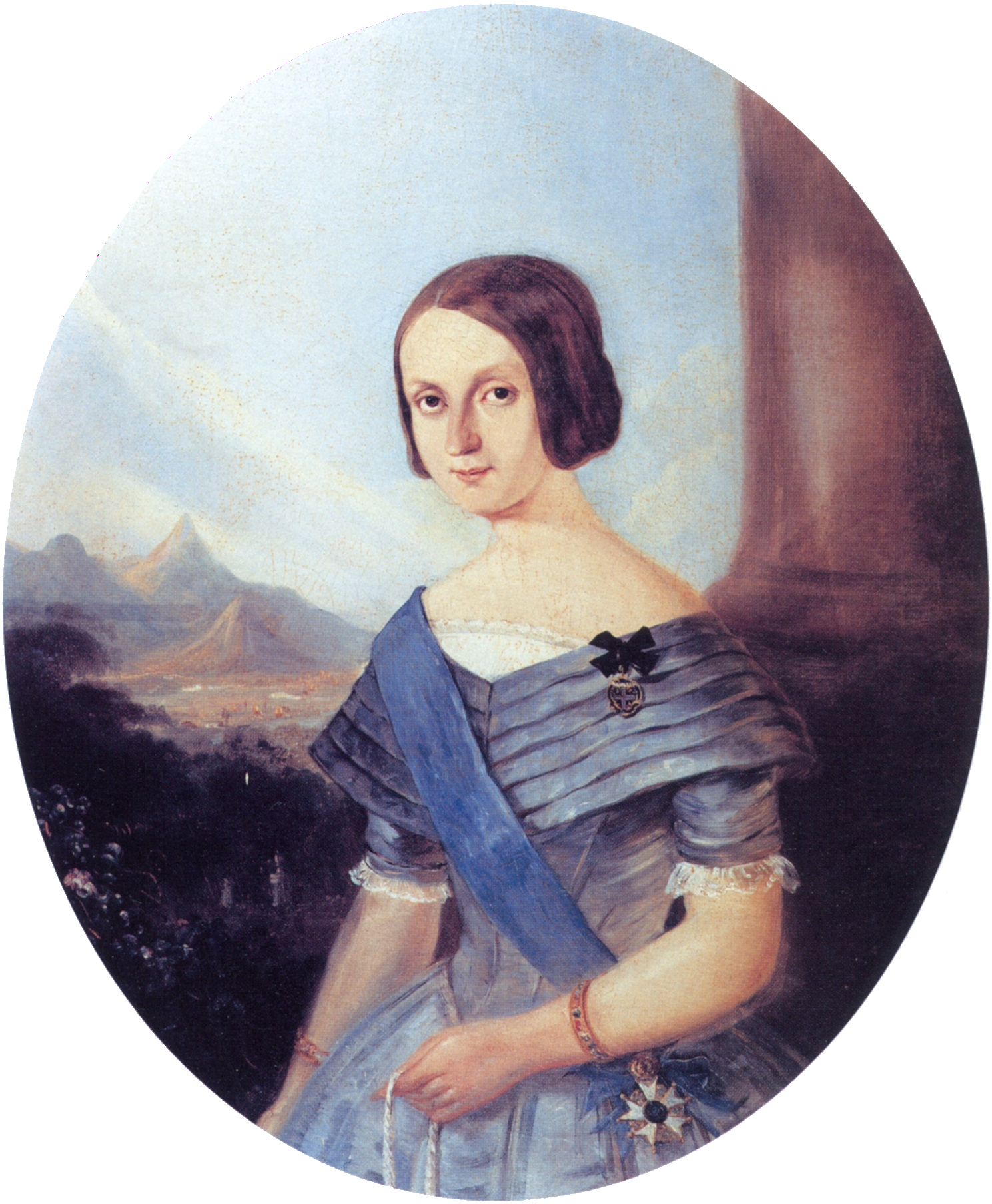
Teresa Cristina, esposa de Pedro II, aos 24 anos de idade, 1846, por Johann Moritz Rugendas

O fim da regência facciosa estabilizou o governo. Com um legítimo monarca no trono, a autoridade foi revestida numa única e clara voz. Pedro II percebia o seu papel como o de um árbitro, mantendo seus conceitos pessoais de lado para não afetarem o seu dever de desemaranhar disputas políticas partidárias. O jovem monarca era dedicado, realizando inspeções diárias pessoais e visitas a repartições públicas. Seus súditos eram impressionados com a sua aparente autoconfiança, apesar de que sua timidez e falta de desenvoltura eram vistas como defeitos. Seu jeito reservado de falar apenas uma ou duas palavras a cada vez tornavam conversações diretas extremamente difíceis. Sua natureza taciturna era, possivelmente, manifestação de uma prevenção quanto a relações próximas que tinha origem nas experiências de abandono, intriga e traição que vivenciou na infância.
Por trás das cenas, um grupo de servos palacianos de alto nível e notáveis políticos tornou-se conhecido como "Facção Áulica" (e também "Clube da Joana") por estabelecerem influência sobre o jovem imperador—e algum eram de fato próximos, como Mariana de Verna. Pedro II foi usado com maestria pelos áulicos para eliminar seus inimigos (reais ou imaginários) através da remoção de seus rivais. Acesso à pessoa do monarca por políticos rivais e as informações que este recebia eram cuidadosamente controladas. Uma rodada contínua de negócios de governos, estudos, eventos e aparições pessoais, utilizadas como distrações, mantiveram o imperador ocupado, isolando-o efetivamente e impedindo-o de perceber a extensão do quanto estava sendo explorado.
Preocupados com a taciturnidade e imaturidade do imperador, os áulicos acreditavam que um casamento poderia melhorar o seu comportamento e sua personalidade. O governo do Reino das Duas Sicílias ofereceu a mão da princesa Teresa Cristina. Um retrato foi enviado e este revelava uma jovem e bela mulher, o que levou Pedro II a aceitar a proposta. Eles foram casados por procuração em Nápoles em 30 de maio de 1843, data informada por estudiosos, apesar de haver registros de ter ocorrido em 20 de maio de 1842, em medalha comemorativa. A nova imperatriz consorte do Brasil desembarcou no Rio de Janeiro em 3 de setembro. Ao vê-la pessoalmente o imperador aparentou estar claramente decepcionado. A pintura que havia recebido era claramente uma idealização; a Teresa Cristina real era baixa, um pouco acima do peso, coxa e apesar de não ser feia, também não era bonita. Ele fez pouco para esconder sua desilusão. Um observador afirmou que ele deu as costas a Teresa Cristina, outro disse que ele estava tão chocado que precisou sentar, e é possível que ambos tenham ocorrido. Naquela noite Pedro II chorou e reclamou para Mariana de Verna, "Eles me enganaram, Dadama!". Foram necessárias horas para convencê-lo de que o dever exigia que ele seguisse em frente com o matrimônio. Uma celebração nupcial, com a ratificação dos votos tomados por procuração e o conferimento de uma benção nupcial, ocorreu no dia seguinte, 4 de setembro.

### Estabelecimento da autoridade imperial

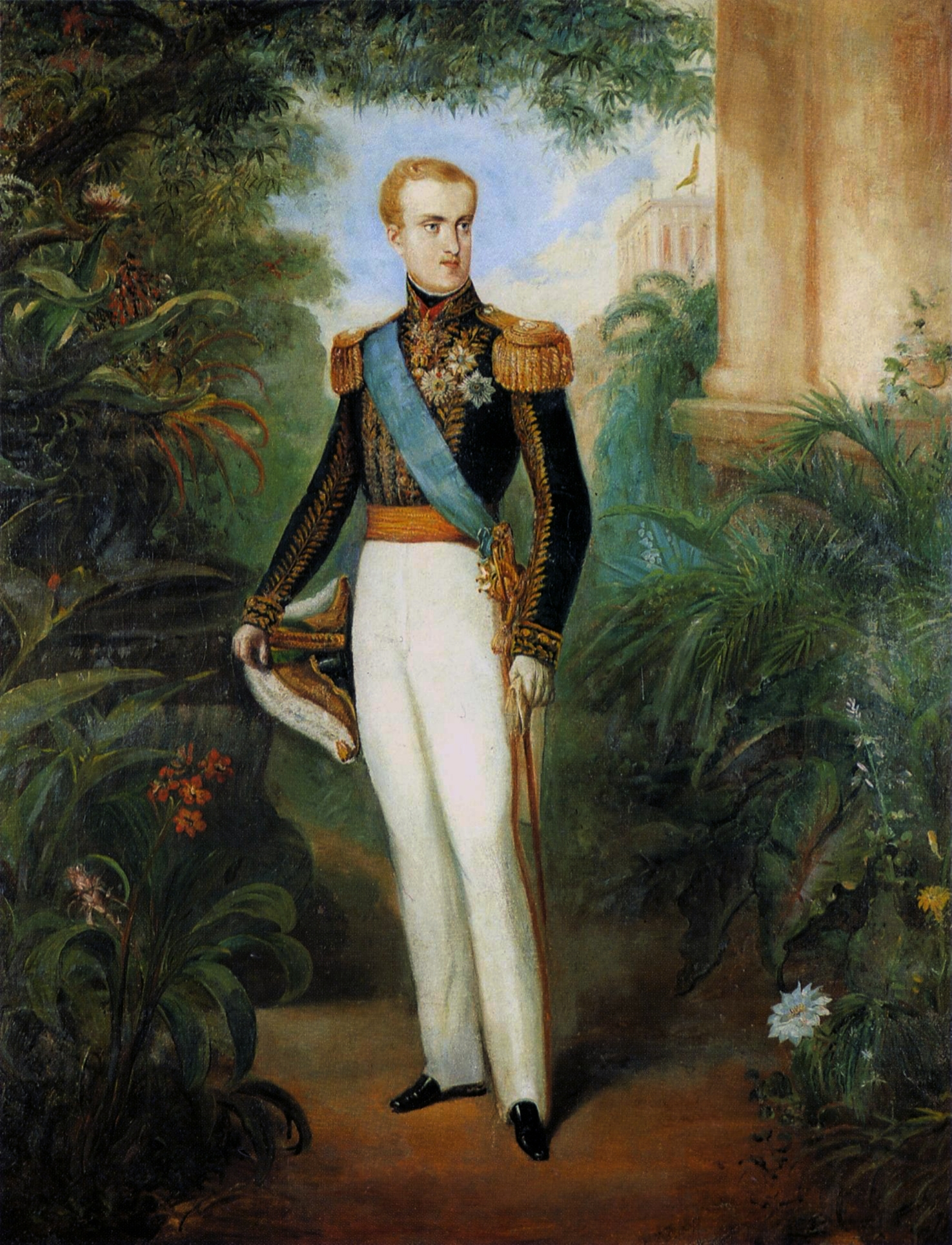
Pedro II, aos 20 anos de idade, 1846, por Johann Moritz Rugendas

Por volta de 1846 Pedro II já havia amadurecido fisicamente e mentalmente. Ele não era mais o jovem inseguro de 14 anos de idade que se permitia levar por boatos, sugestões de complôs secretos, e outras táticas manipuladoras. Ele cresceu um homem, que com 1,93 m de altura, olhos azuis e cabelos loiros, era descrito como belo. Com seu crescimento, suas fraquezas desapareceram e suas qualidades de caráter vieram à tona. Ele aprendeu não só a ser imparcial e dedicado, mas também cortês, paciente e sensato. À medida que ele começou a exercer por completo sua autoridade, suas novas habilidades sociais e dedicação ao governo contribuíram grandemente para a eficiência de sua imagem pública. O historiador Roderick J. Barman o descreveu: "Ele mantinha suas emoções sob disciplina férrea. Ele nunca era rude e nunca perdia a cabeça. Ele era excepcionalmente discreto com as palavras e cauteloso na forma de agir".
No fim de 1845 e no início de 1846 o imperador realizou uma viagem pelas províncias mais ao sul do Brasil, passando por São Paulo (do qual o atual Paraná então fazia parte), Santa Catarina e Rio Grande do Sul. Ele ficou surpreso pela recepção entusiástica e calorosa que recebeu em todas as províncias. Este sucesso o encorajou, pela primeira vez na vida, a agir de forma confiante por iniciativa e juízos próprios. Mais importante, este período viu o fim da Facção Áulica. Pedro II eliminou com sucesso toda e qualquer influência que os áulicos detinham ao removê-los de seu círculo íntimo ao mesmo tempo em que evitava uma perturbação pública.

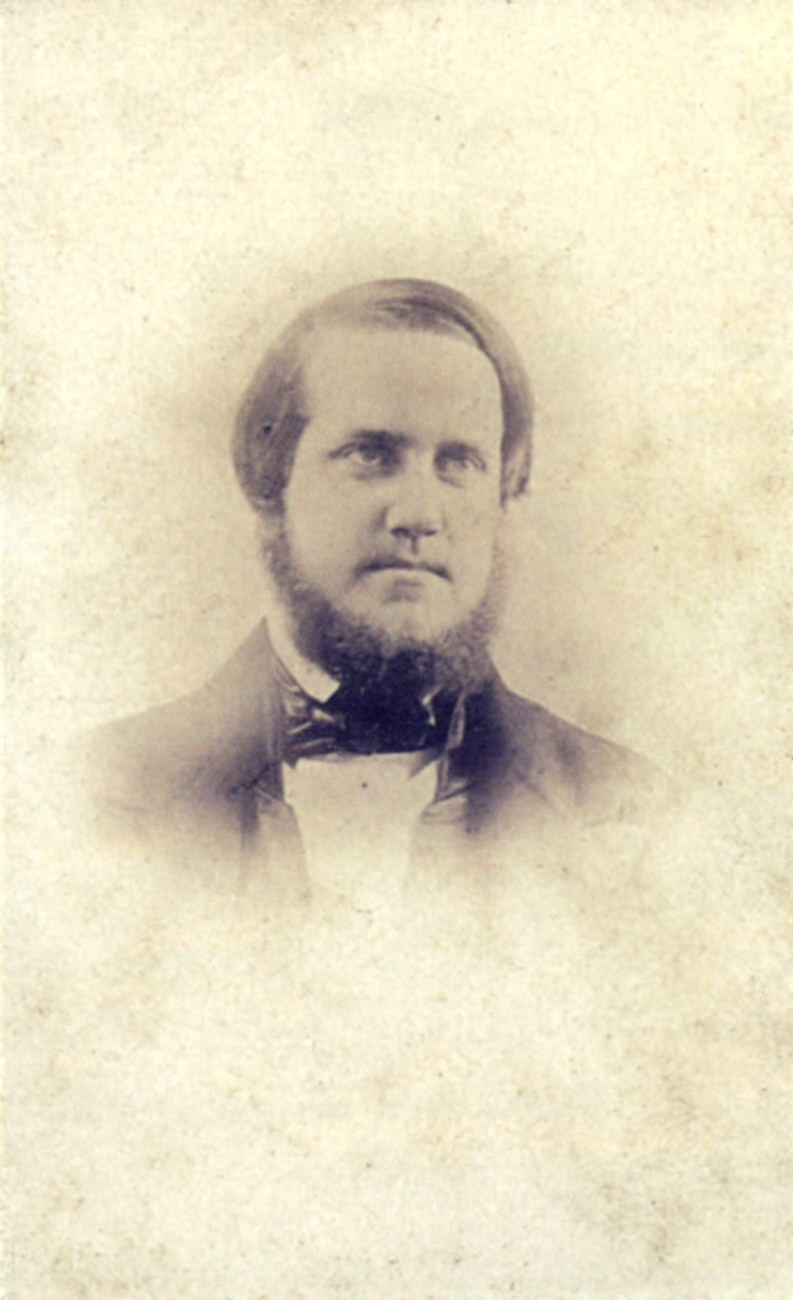
Pedro II por volta dos 22 anos de idade, c. 1848. Esta é uma cópia posterior de um daguerreótipo presumivelmente perdido. É a mais antiga fotografia sobrevivente do imperador

Pedro II enfrentou três graves crises entre 1848 e 1852. O primeiro teste veio como a confrontação ao tráfico ilegal de escravos provenientes do continente africano. Este havia sido legalmente extinto como parte de um tratado com a Grã-Bretanha. O tráfico permaneceu inalterado, no entanto, e o parlamento britânico promulgou o Bill Aberdeen em 1845, autorizando navios de guerra britânicos abordarem navios de carga brasileiros e apreender os que estivessem envolvidos no tráfico. Enquanto o Brasil se encontrava preso a este problema, a Revolta Praieira eclodiu em 6 de novembro de 1848. Se tratou de um conflito entre facções políticas locais na província de Pernambuco, que foi suprimida em março de 1849. A lei Eusébio de Queirós foi promulgada em 4 de setembro de 1850, provendo ao governo brasileiro autoridade ampla para combater o tráfico ilegal de escravos. Com esta nova ferramenta, o Brasil passou a eliminar a importação de escravos. Por volta de 1852 esta primeira crise estava eliminada, com a Grã-Bretanha reconhecendo que o tráfico havia sido suprimido.
A terceira crise envolveu um conflito com a Confederação Argentina relacionado a ascendência sobre os territórios ao redor do Rio da Prata e da livre navegação de seus afluentes. Desde a década de 1830 que o ditador argentino Juan Manuel de Rosas apoiava rebeliões dentro do Uruguai e do Brasil. Somente em 1850 que foi possível ao Brasil reagir a ameaça que representava Rosas. Uma aliança foi forjada entre o Brasil, Uruguai e províncias rebeldes argentinas, levando a Guerra do Prata e a consequente queda do governante argentino em Fevereiro de 1852. Nas palavras do historiador Roderick J. Barman, uma "porção considerável do crédito deve ser […] assinalado ao imperador, cuja cabeça fria, tenacidade em seu propósito, e um senso do que era possível se revelaram indispensáveis".
O sucesso do Império em sua atuação nas três crises aumentou consideravelmente a estabilidade e prestígio da nação, e o Brasil emergiu como um poder no hemisfério. Internacionalmente, os europeus começaram a enxergar o país como um personificador de ideais liberais familiares. Sua monarquia parlamentarista representativa se firmava, em grave contraste com a mistura de ditaduras e instabilidades endêmicas que as demais nações da América do Sul enfrentavam durante este período.

## Crescimento

### Pedro II e a política

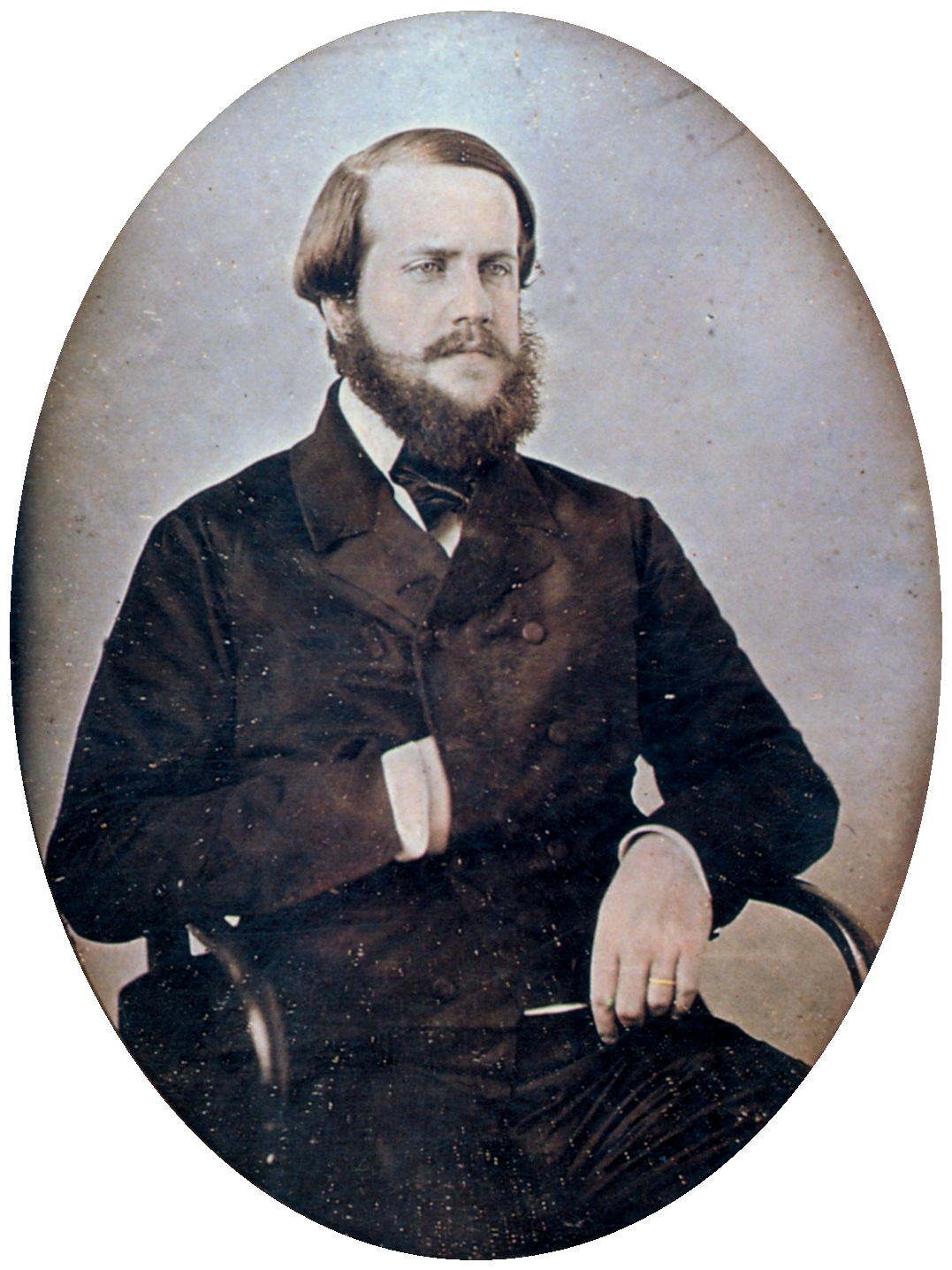
Pedro II, por volta dos 25 anos de idade, c. 1851

No início da década de 1850, o Brasil gozava de estabilidade interna. A nação estava sendo ligada de um ponto a outro através de linhas férreas, telegráficas e de navios a vapor, unindo-a em uma única entidade. Na opinião pública em geral, tanto doméstica quanto externa, esses feitos eram possíveis devido a duas razões: "ao seu governo como uma monarquia e pela personalidade de Pedro II".
Pedro II não era nem uma figura ornamental como os monarcas da Grã-Bretanha e nem um autocrata à maneira dos czares russos. O imperador exercia poder através da cooperação com políticos eleitos, interesses econômicos e apoio popular. Esta interdependência e interação fizeram muito para influenciar a direção do reinado de Pedro II. Os mais notáveis sucessos políticos do imperador foram alcançados devido a maneira cooperativa e de não confrontação no qual ele agia quanto a interdependência e interação com interesses diversos e com as figuras partidárias nos quais ele tinha que lidar. Ele era impressionantemente tolerante, raramente se ofendendo com críticas, oposição, ou mesmo incompetência. Ele era cuidadoso em nomear somente candidatos altamente qualificados para posições no governo, e buscava coibir a corrupção. Ele não tinha autoridade constitucional para forçar a aceitação as suas iniciativas sem o devido apoio, e sua maneira colaboradora quanto a governar manteve a nação progredindo e permitiu ao sistema político funcionar com sucesso.
As incertezas de sua infância e a exploração sofrida nas mãos de outros durante a sua juventude fizeram com que o imperador se determinasse a manter um controle sobre seu próprio destino. Em sua visão, para atingir a autodeterminação seria fundamental obter poder necessário e mantê-lo. Ele usava sua ativa e essencial participação no direcionamento do governo como meios de influência. Sua direção se tornou indispensável, apesar de que nunca resultou em um "governo de um homem só". O imperador respeitava as prerrogativas da legislatura, mesmo quando os políticos resistiam, postergavam ou frustravam seus objetivos e nomeações.
O sistema político nacional brasileiro assemelhava-se ao de outras nações parlamentaristas. O imperador, como Chefe de Estado, pediria a um membro do Partido Conservador ou do Partido Liberal para formar um gabinete. O outro partido formaria a oposição na legislatura, como contrapeso ao novo governo. "Em seu manejo dos dois partidos, ele tinha que manter uma reputação de imparcialidade, trabalhar de acordo com a vontade popular, e evitar qualquer imposição flagrante de sua vontade na cena política."
A presença ativa de Pedro II na cena política era parte importante da estrutura do governo, que também incluía o gabinete de ministros, a Câmara dos Deputados e o Senado (os últimos dois formavam a Assembleia Geral ou Parlamento). A maior parte dos políticos apreciavam e apoiavam o papel do imperador. Muitos haviam vivido durante o período regencial, quando a falta de um monarca que poderia manter-se acima de interesses mesquinhos e próprios levou a anos de luta entre facções políticas. Suas experiências com a vida pública criaram neles a convicção de que o imperador era "indispensável para paz e prosperidade permanente do Brasil".

### Vida doméstica

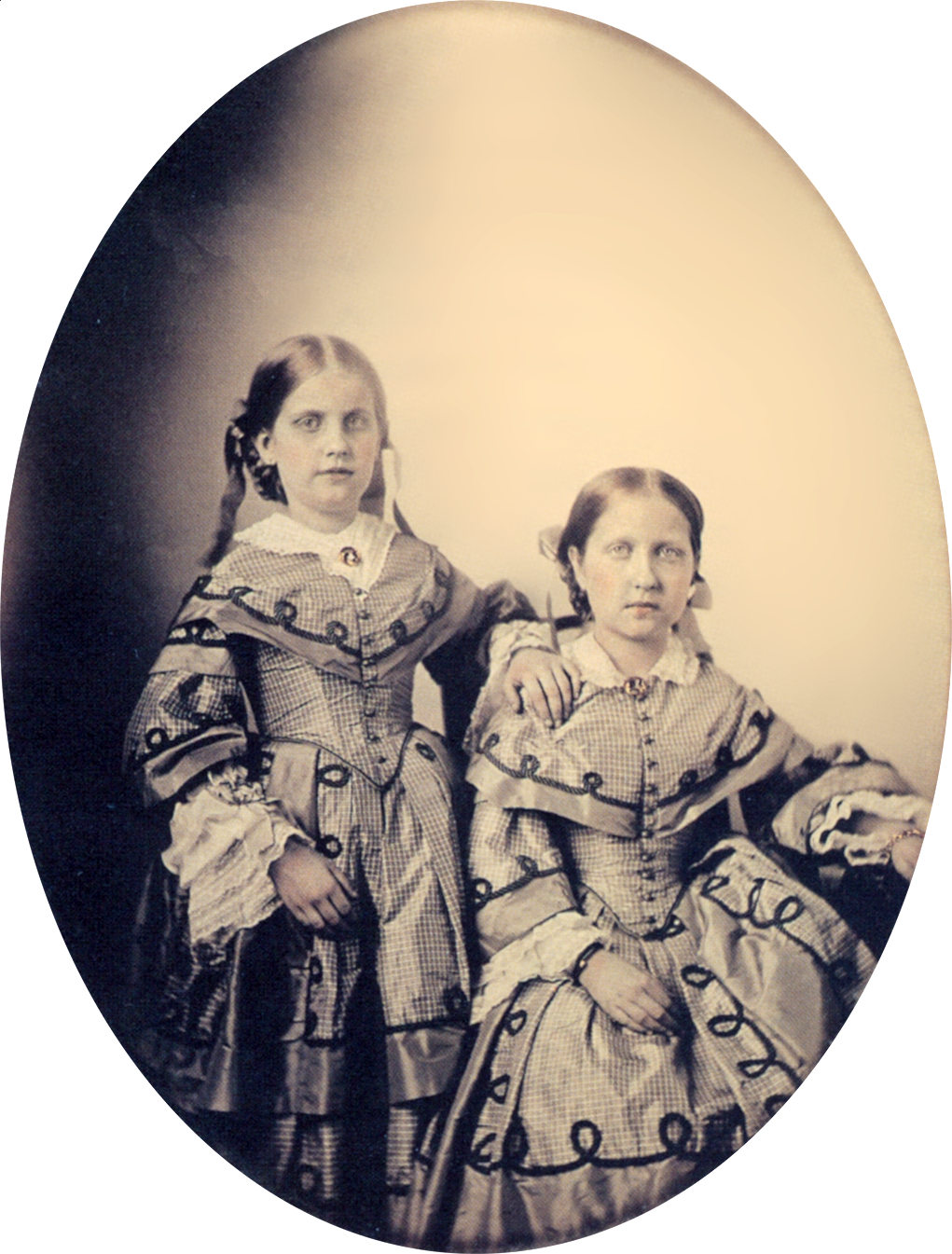
As crianças remanescentes de Pedro II em 1855: Princesas Leopoldina e Isabel (sentada)

O casamento de Pedro II e Teresa Cristina começou mal. Com maturidade, paciência, e o nascimento de seu primeiro filho, Afonso, o relacionamento melhorou. Mais tarde Teresa Cristina teve outros três filhos: Isabel, em 1846; Leopoldina, em 1847; e por último, Pedro, em 1848. Contudo, ambos os meninos morreram na infância, o que devastou o imperador. Além de sofrer como pai, sua visão do futuro do Império mudou completamente. Apesar de sua afeição por suas filhas, ele não acreditava que a Princesa Isabel, apesar de sua herdeira, teria qualquer chance real de prosperar no trono. Ele acreditava que o seu sucessor precisava ser um homem para que a monarquia fosse viável. Ele passou cada vez mais a enxergar o sistema imperial como inexoravelmente preso a si, que não sobreviveria a sua morte. Isabel e sua irmã receberam uma educação excepcional, apesar de não terem sido preparadas para governar sobre a nação. Pedro II excluía deliberadamente Isabel da participação nos negócios e decisões de governo.
Por volta de 1850, Pedro II começou a ter casos discretos com outras mulheres. A mais famosa e duradoura dessas relações envolveu Luísa Margarida de Barros Portugal, Condessa de Barral, com quem ele formou uma relação de amizade romântica e íntima, mas não adúltera, posteriormente nomeando uma de suas filhas em novembro de 1856. Por toda a sua vida, o imperador manteve a esperança de encontrar a sua alma gêmea, algo que ele sentia ter sido roubado de si ao ser obrigado a casar por razões de Estado com uma mulher pela qual ele nunca teve paixão. Isto é apenas um dos exemplos que ilustram a dupla personalidade do imperador: uma que era Pedro II, que levava com afinco o seu dever no papel de imperador que o destino havia lhe imposto, e outra que era "Pedro de Alcântara", que considerava o cargo imperial um fardo ingrato e que estava mais feliz nos mundos da literatura e da ciência.
Pedro II era o que atualmente se considera um trabalhador compulsivo, e sua rotina era exigente. Ele normalmente acordava as sete da manhã e não dormia antes das duas da madrugada do dia seguinte. Seu dia inteiro era reservado aos negócios de Estado e o pouco tempo livre disponível era gasto lendo e estudando. O imperador vestia diariamente uma simples casaca, calça e gravata pretas. Para ocasiões especiais ele usava o uniforme de gala e só aparecia vestido com o manto imperial e portando a coroa e cetro duas vezes ao ano na abertura e encerramento da Assembleia Geral.
Pedro II obrigava políticos e funcionários públicos a seguirem seus exemplos de padrões exigentes. O imperador exigia que os políticos trabalhassem oito horas por dia e adotou uma política exigente de seleção de funcionários públicos baseada na moralidade e mérito. Para estabelecer o padrão, ele vivia de forma simples. Bailes e eventos de corte cessaram após 1852. Ele também recusou as reiteradas propostas para aumentarem o valor de sua lista civil (Rs 800:000$000 por ano, ou cerca de $405 000 ou £90 000 em 1840) desde 1840, quando representava 3% dos gastos públicos, até 1889, quando havia caído para 0,5%. Ele recusava luxo, uma vez explicando: "Também entendo que despesa inútil é furto a Nação".

### Patrono das artes e das ciências

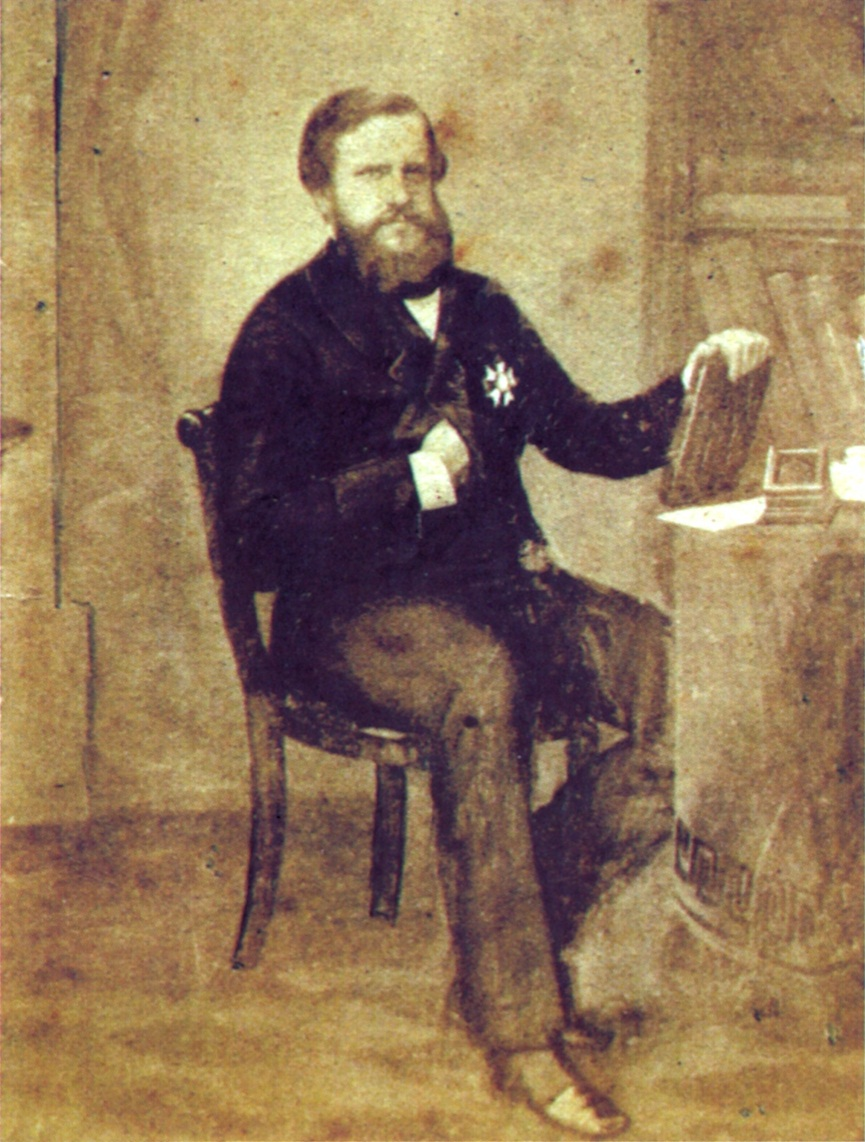
Pedro II por volta dos 32 anos de idade, c. 1858. Na década de 1850, livros começaram a ser representados de maneira proeminente em seus retratos, uma referência a seu papel como defensor da educação

"Nasci para consagrar-me às letras e às ciências", comentou o imperador em seu diário pessoal em 1862. Ele sempre teve prazer em ler e encontrou nos livros um refúgio para a sua posição. Sua habilidade para relembrar trechos que havia lido no passado era notável. Os interesses de Pedro II eram diversos, ele era um polímata, e incluíam antropologia, geografia, geologia, medicina, direito, estudos religiosos, filosofia, pintura, escultura,enxadrismo, teatro, música, astronomia, química, física, poesia, tradução e tecnologia. No final de seu reinado, havia três livrarias em São Cristóvão contendo mais de 60 mil livros. Sua paixão pela linguística o levou a dedicar-se toda a sua vida ao estudo de novas línguas, chegando a falar e escrever não só em português, mas também em latim, francês, alemão, inglês, italiano, espanhol, grego, árabe, hebraico, sânscrito, chinês, provençal e tupi. Tornou-se o primeiro brasileiro fotógrafo quando adquiriu uma câmera de daguerreótipo em março de 1840. Criou um laboratório fotográfico em São Cristóvão e outro de química e física. Ele também construiu um observatório astronômico no paço.
A erudição do imperador surpreendeu Friedrich Nietzsche quando ambos se conheceram. Victor Hugo falou dele: "Senhor, és um grande cidadão, és o neto de Marco Aurélio", e Alexandre Herculano o chamou de um "príncipe cuja opinião geral o considera como o primeiro de sua era graças à sua mente dotada, e devido à sua constante aplicação desse dom para as ciências e cultura". Tornou-se membro da Royal Society, da Academia de Ciências da Rússia, das Reais Academias de Ciências e Artes da Bélgica e da Sociedade Geográfica Americana. Em 1875 foi eleito membro da Académie des Sciences francesa, uma honra dada anteriormente a somente dois outros chefes de estado: Pedro, o Grande e Napoleão Bonaparte. Pedro II trocou cartas com cientistas, filósofos, músicos e outros intelectuais. Muitos de seus correspondentes se tornaram seus amigos, incluindo Richard Wagner, Louis Pasteur, Louis Agassiz, John Greenleaf Whittier, Michel Eugène Chevreul, Alexander Graham Bell, Henry Wadsworth Longfellow, Arthur de Gobineau, Frédéric Mistral, Alessandro Manzoni, Alexandre Herculano, Camilo Castelo Branco e James Cooley Fletcher.
Pedro II cedo percebeu que tinha a oportunidade para utilizar seu conhecimento que havia acumulado em uso prático para o benefício do Brasil. O imperador considerava a educação como de importância nacional e era ele mesmo um exemplo do valor do aprendizado. Ele comentou: "Se não fosse imperador, gostaria de ser um professor. Não conheço tarefa mais nobre do que direcionar as jovens mentes e preparar os homens de amanhã". A educação também colaborou no seu objetivo de criar um sentimento de identidade nacional brasileira. Seu reino viu a criação do Instituto Histórico e Geográfico Brasileiro para promover pesquisa e preservação nas ciências históricas, geográficas, culturais e sociais. A Imperial Academia de Música e Ópera Nacional e o Colégio Pedro II também foram fundados, o último servindo como modelo para escolas por todo o Brasil. A Imperial Escola de Belas Artes, estabelecida por seu pai, recebeu maior apoio e fortalecimento. Utilizando sua lista civil, Pedro II providenciou bolsas de estudo para brasileiros frequentarem universidades, escolas de arte e conservatórios musicais na Europa. Ele também financiou a criação do Instituto Pasteur, assim como a casa de ópera Bayreuth Festspielhaus de Wagner, além de outros projetos semelhantes. Seus esforços foram reconhecidos tanto em casa quanto no exterior. Charles Darwin falou dele: "O imperador faz tanto pela ciência, que todo sábio é obrigado a demonstrar a ele o mais completo respeito".

### Popularidade e Questão Christie

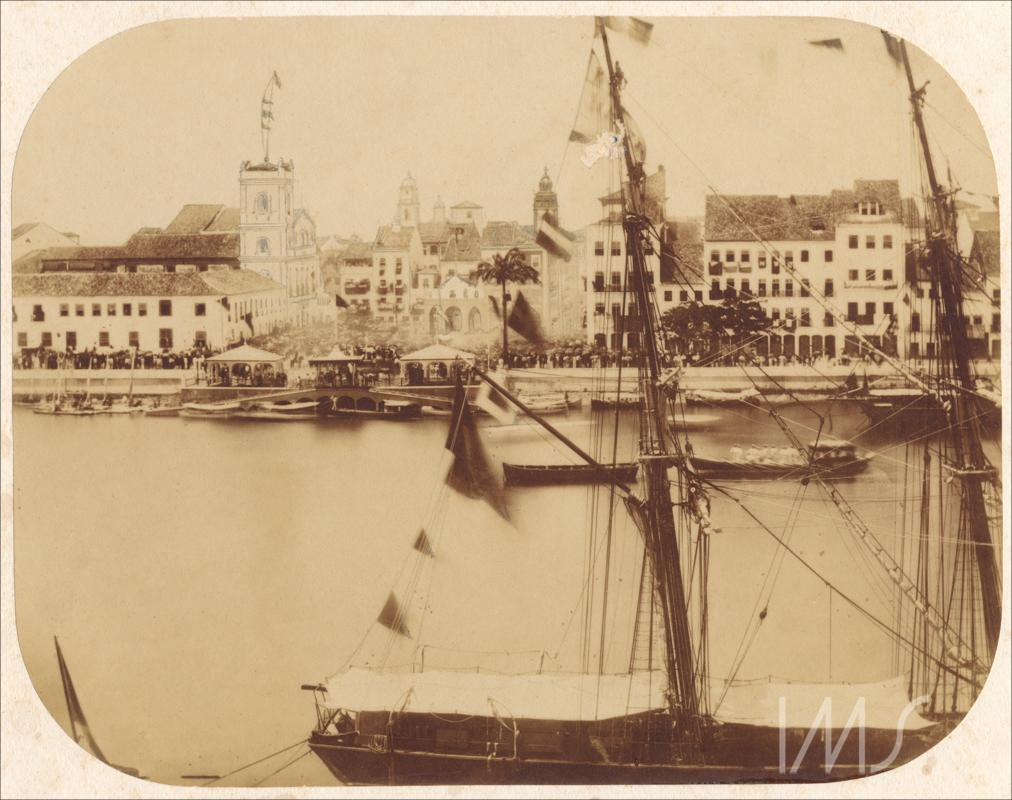
Desembarque de Pedro II no Recife, província de Pernambuco, em 1859, uma década após o fim da Revolução Praieira. O píer foi construído no rio Capibaribe visando ao conforto da Família Imperial

No fim de 1859, Pedro II partiu em viagem as províncias ao norte da capital, visitando Espírito Santo, Bahia, Sergipe, Alagoas, Pernambuco e Paraíba. Após quatro meses, ele retornou em fevereiro de 1860. A viagem foi um grande sucesso, com o imperador sendo alegre e calorosamente recepcionado em todos os lugares.
Na primeira metade dos anos 1860 viu-se paz e prosperidade no Brasil. Liberdades civis foram mantidas. Liberdade de expressão existia desde a independência do Brasil e continuou a ser defendida com veemência por Pedro II. O imperador encontrou em jornais da capital e das províncias uma forma ideal de manter conhecimento da opinião pública e da situação em geral da nação. Outra maneira de monitorar o Império foi através de contato direto com seus súditos. Uma oportunidade para isto era durante as audiências públicas regulares nas terças e sábados, onde qualquer pessoa de qualquer classe social (inclusive escravos) poderiam ser admitidos e apresentar suas petições e estórias. Visitas a escolas, colégios, prisões, exibições, fábricas, quartéis, e outras aparições públicas apresentavam mais oportunidades a ele de reunir informação em primeira mão.
A tranquilidade desapareceu quando o cônsul britânico no Rio de Janeiro, William Dougal Christie, quase iniciou uma guerra entre sua nação e o Brasil. Christie, que acreditava na diplomacia das canhoneiras, enviou um ultimato contendo exigências abusivas provenientes de dois incidentes menores ocorridos no fim de 1861 e começo de 1862. O primeiro foi o naufrágio de uma barca comercial na costa do Rio Grande do Sul que resultou no saque de sua carga pela população local. O segundo foi a prisão de dois oficiais britânicos embriagados que causavam distúrbios nas ruas do Rio.
O governo brasileiro se recusou a ceder, e Christie enviou ordens para que navios de guerra britânicos capturassem embarcações mercantes brasileiras como indenização. A Marinha do Brasil foi preparada para o conflito iminente, foi ordenada a compra de artilharia costeira, assim como de encouraçados e as defesas nas costas tiveram permissão para atirar contra qualquer navio de guerra britânico que tentasse capturar embarcações mercantes brasileiras. Pedro II foi a maior razão da resistência do Brasil, ele rejeitou qualquer sugestão para que o país cedesse. A resposta veio como surpresa para Christie, que mudou seu tom e propôs um acordo pacífico através de arbitragem internacional. O governo brasileiro apresentou suas demandas e, ao ver a recusa do governo britânico, cortou relações diplomáticas com o Reino Unido em junho de 1863.

## Guerra do Paraguai

### Primeiro Voluntário da Pátria

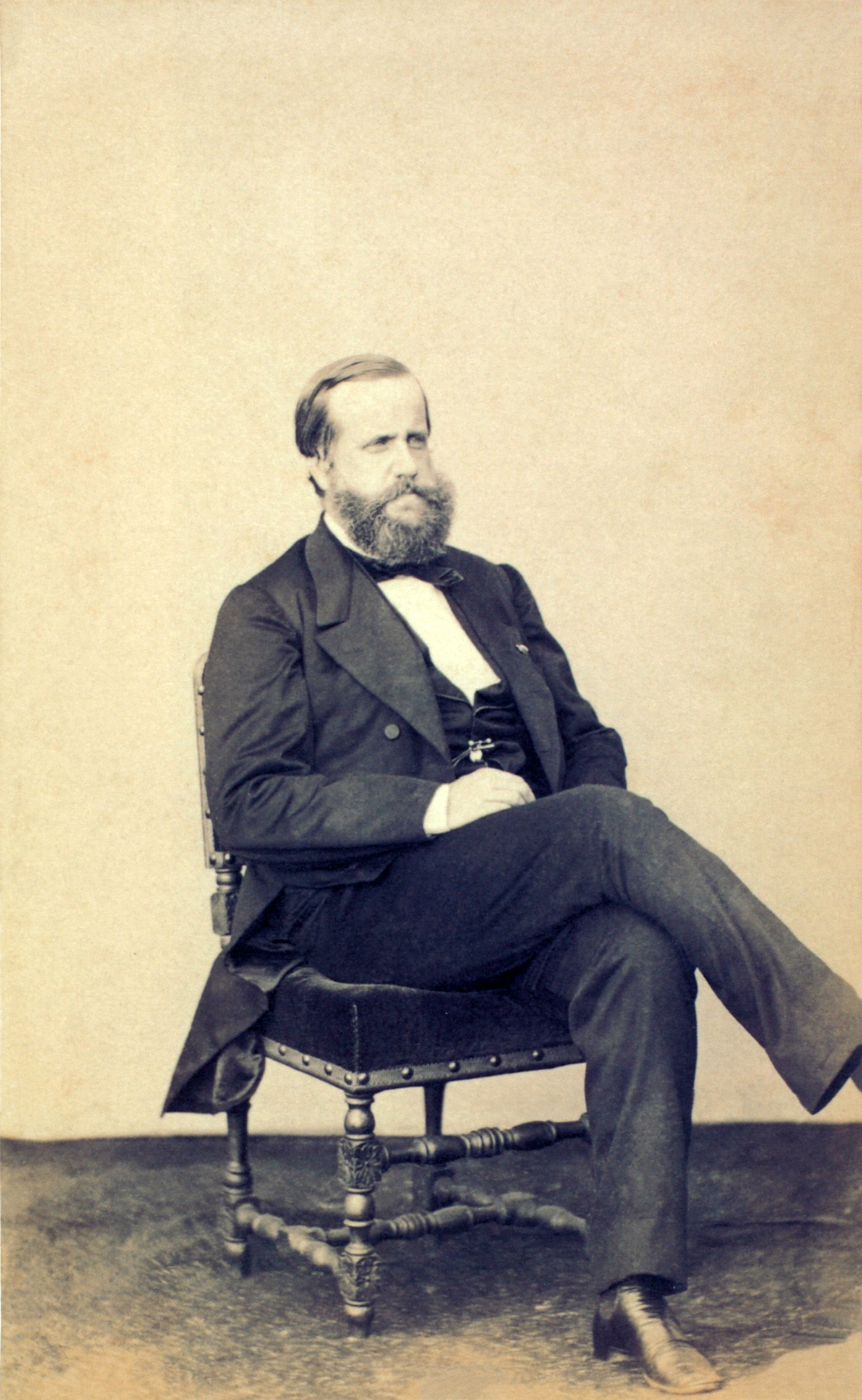
Pedro II aos 39 anos de idade, 1865

Com a ameaça de guerra com a Grã-Bretanha, o Brasil teve que dirigir suas atenções para suas fronteiras ao sul. Outra guerra civil havia começado no Uruguai jogando seus dois partidos políticos um contra o outro. O conflito interno levou ao assassinato de brasileiros e ao saque de suas propriedades no Uruguai. O governo brasileiro decidiu intervir, temeroso de aparentar fraqueza frente a possibilidade de conflito com os britânicos. Um exército brasileiro invadiu o Uruguai em Dezembro de 1864, iniciando a breve Guerra do Uruguai, que terminou em 20 de fevereiro de 1865. Enquanto isso, em dezembro de 1864 o ditador do Paraguai, Francisco Solano López se aproveitou da situação para estabelecer seu país como poder regional. O exército paraguaio invadiu a província brasileira do Mato Grosso (atual estado do Mato Grosso do Sul), resultando na Guerra do Paraguai. Quatro meses depois, tropas paraguaias invadiram território argentino como um prelúdio de uma invasão à província brasileira do Rio Grande do Sul.
A par da anarquia reinante no Rio Grande do Sul e da incapacidade e incompetência de seus chefes militares em resistirem ao exército paraguaio, Pedro II decidiu ir à frente de batalha pessoalmente. Tanto o gabinete quanto a Assembleia Geral se recusaram a aquiescer ao desejo do imperador. Após receber também a recusa do Conselho de Estado, Pedro II fez o seu memorável pronunciamento: "Se os políticos podem me impedir que siga como imperador, vou abdicar e seguir como voluntário da Pátria"—uma alusão aos brasileiros que se voluntariaram para ir a guerra e que ficaram conhecidos por toda a nação como "Voluntários da Pátria". O próprio monarca foi chamado popularmente de "Voluntário número um".
Pedro II partiu para o sul em Julho de 1865. Desembarcou no Rio Grande do Sul poucos dias depois e seguiu de lá por terra. A jornada foi realizada montada a cavalo e por carretas, e à noite o imperador dormia em tenda de campanha. Pedro II alcançou Uruguaiana, uma cidade brasileira ocupada pelo exército paraguaio, em 11 de setembro. Quando de sua chegada, a força paraguaia já se encontrava cercada.

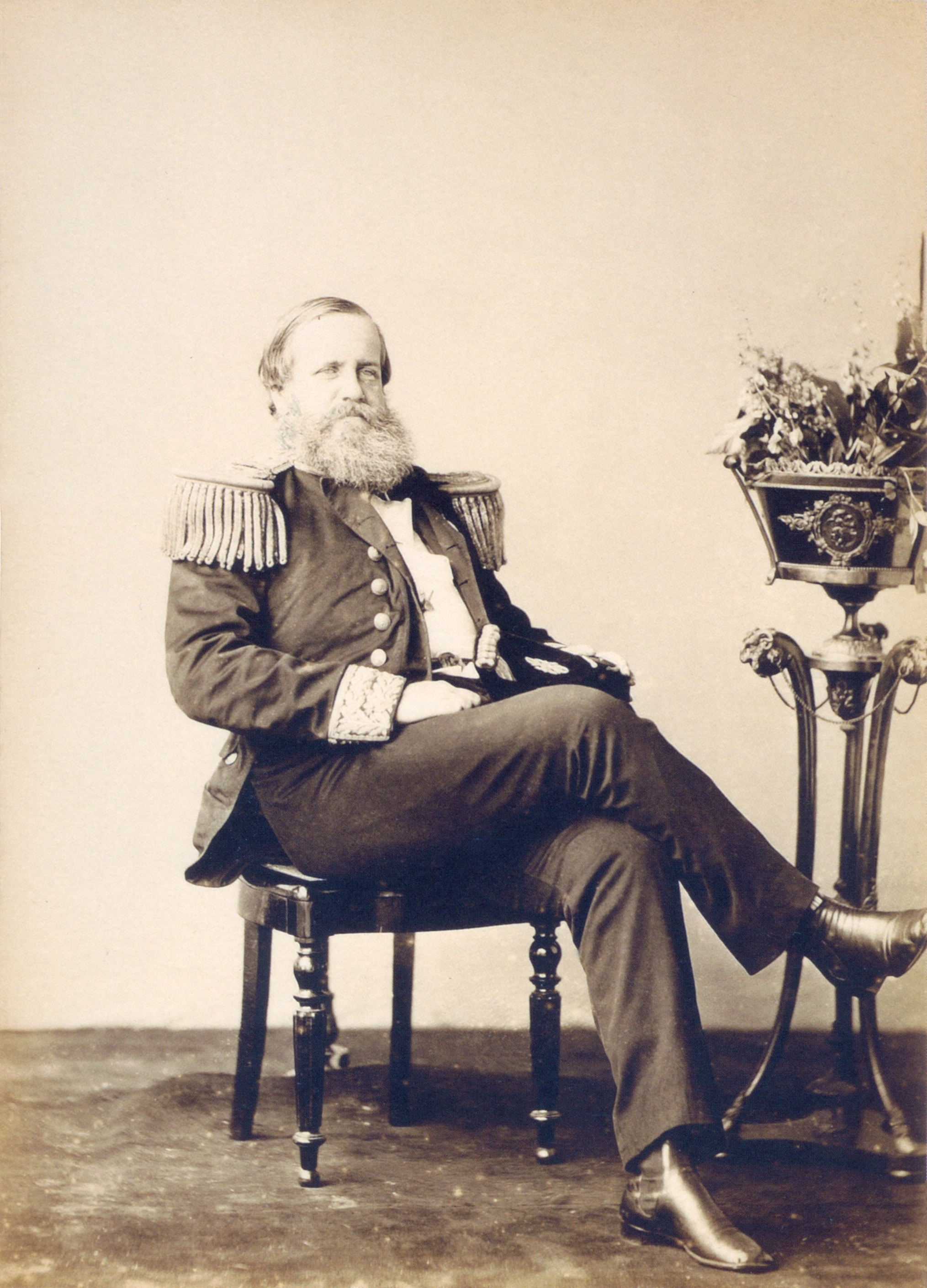
Vestido com o uniforme de almirante aos 44 anos de idade—os anos de guerra envelheceram prematuramente o imperador

O imperador cavalgou a uma distância de um tiro de rifle de Uruguaiana para demonstrar sua coragem, mas os paraguaios não o atacaram. Para evitar mais derramamento de sangue, ele ofereceu os termos de rendição ao comandante paraguaio, que os aceitou. A coordenação das operações militares por Pedro II e seu exemplo pessoal teve um papel decisivo na repulsa à invasão paraguaia do território brasileiro. Havia uma crença generalizada de que a guerra estava próxima de seu fim e que a rendição de López era iminente. Antes de partir de Uruguaiana, ele recebeu o embaixador britânico Edward Thornton, que se desculpou publicamente em nome da rainha Vitória e do governo britânico pela crise entre os dois Impérios. Ele retornou ao Rio de Janeiro e foi recebido com enormes celebrações.

### Conclusão da guerra
Contra todas as expectativas, a guerra prosseguiu por cinco anos. Durante este período, o tempo e a energia de Pedro II foram dedicados ao conflito. Ele se ocupou no recrutamento e equipamento de tropas para reforçar as linhas de frente de batalha, e na construção de novos navios de guerra. Ao mesmo tempo procurou impedir que querelas entre os partidos políticos prejudicassem o esforço de guerra. Sua recusa em aceitar qualquer resultado que não a total vitória sobre o inimigo foi essencial para o resultado final da guerra. Sua tenacidade foi recompensada com a notícia de que López morrera em batalha em 1 de março de 1870, levando ao fim do conflito bélico.
Mais de 50 mil soldados brasileiros morreram e os custos da guerra foram equivalentes a onze vezes a receita anual do governo. No entanto, o país se encontrava tão próspero que o governo pôde quitar o débito em apenas dez anos. O conflito foi um estímulo para a produção e para o crescimento econômico nacional. Pedro II recusou a proposta da Assembleia Geral de erguer uma estátua equestre sua para comemorar a vitória e ao invés preferiu utilizar o dinheiro necessário para construir escolas de ensino primário.

## Apogeu

### Abolicionismo

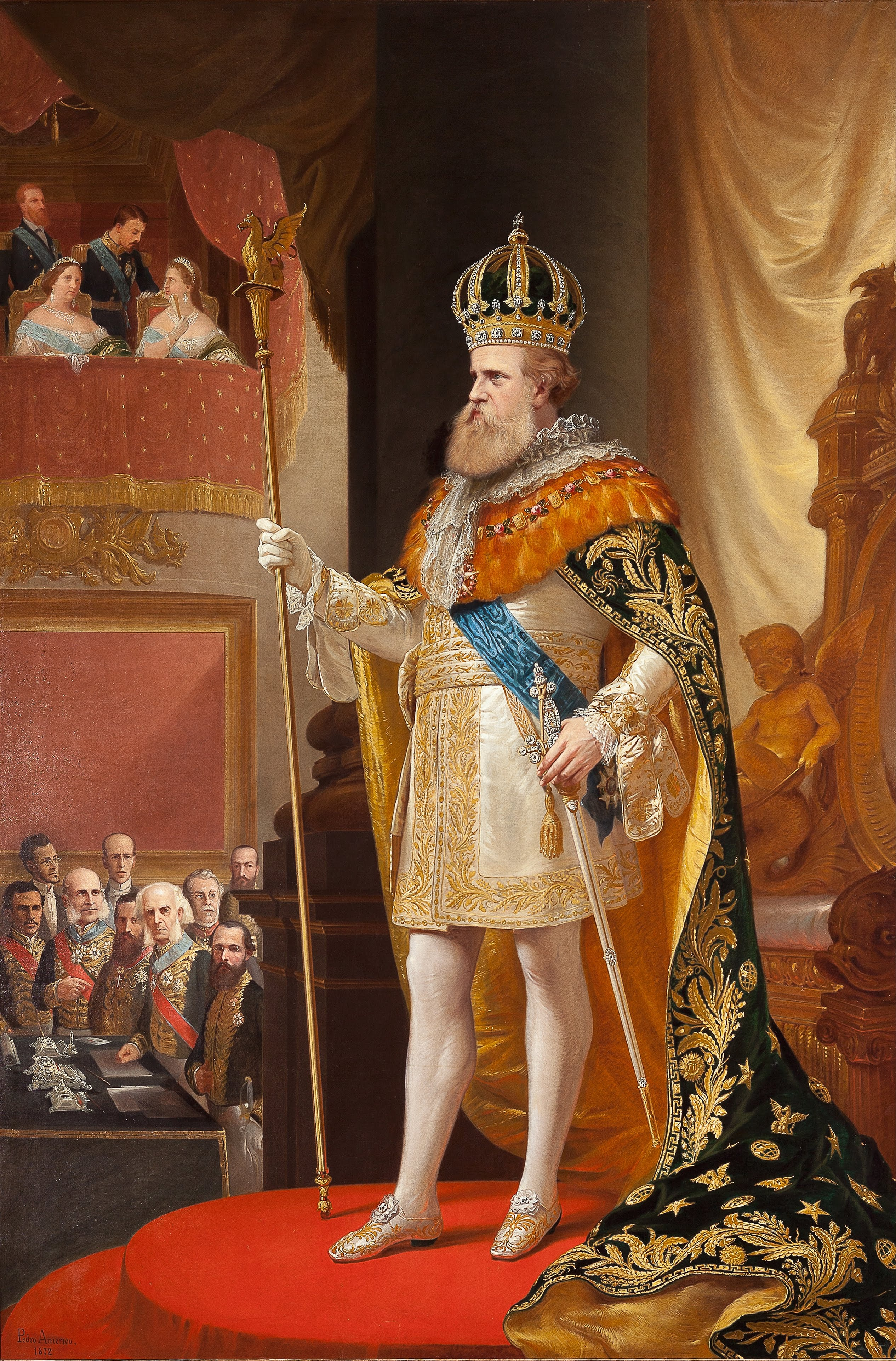
Pedro II aos 46 anos de idade e vestido com a Regalia Imperial do Brasil durante a Fala do trono, em 1872. Pedro Américo, no Museu Imperial

A vitória diplomática sobre o Império Britânico e a vitória militar sobre o Uruguai em 1865, seguida da bem-sucedida conclusão da guerra com o Paraguai em 1870, resultou no que foi chamado de "era dourada" e apogeu do Império brasileiro. A década de 1870 foram bons anos para o Brasil e a popularidade do imperador era maior do que nunca. Progressos foram feitos tanto na esfera política quanto na social e todos os segmentos da sociedade foram beneficiados com as reformas e pela prosperidade nacional crescente. A reputação internacional do Brasil melhorou consideravelmente graças a sua estabilidade política e potencial de investimento. O império era visto como uma nação moderna e progressiva sem equivalente nas Américas, com a única exceção dos Estados Unidos. A economia começou rapidamente a crescer e a imigração floresceu. Estradas de ferro, navegação e outros projetos de modernização foram adotados. Com "a escravidão fadada à extinção e outras reformas projetadas, as perspectivas de 'avanços morais e materiais' pareciam vastas".
Em 1870, poucos brasileiros eram contrários à escravidão, e ainda menos brasileiros opunham-se publicamente a ela. Pedro II era um dos poucos que o faziam, considerando a escravidão "uma vergonha nacional". Em 1823, escravos formavam 29% da população brasileira, mas essa porcentagem caiu para 15,2% em 1872. A abolição da escravatura era um assunto delicado no Brasil. Escravos eram usados por todos, do mais rico ao mais pobre. Pedro II desejava pôr fim à escravidão gradualmente para pouco impactar a economia nacional. Ele conscientemente ignorava o crescente prejuízo político à sua imagem e à monarquia em consequência de seu suporte ao fim da escravidão.
Precisaria usar todos seus esforços para convencer, influenciar e ganhar suporte entre os políticos para atingir sua meta.
Após a fonte estrangeira do fornecimento de novos escravos ter sido eliminada, Pedro II dedicou sua atenção no começo dos anos 1860 em remover a fonte restante: a escravidão de crianças nascidas como escravos. A legislação foi feita através de sua iniciativa, mas o conflito com o Paraguai atrasou a discussão da proposta na Assembleia Geral. Pedro II abertamente pediu a gradual erradicação da escravidão na Fala do trono em 1867. Foi pesadamente criticado, e seu movimento foi condenado como "suicídio nacional". Opositores frequentemente diziam que "a abolição era seu desejo pessoal e não o desejo da nação". Por fim, foi decretada a lei "Lei do Ventre Livre" em 28 de setembro de 1871, sob a qual todas crianças nascidas de mulheres escravas após aquela data eram consideradas livres.

### Viagem a Europa e norte da África

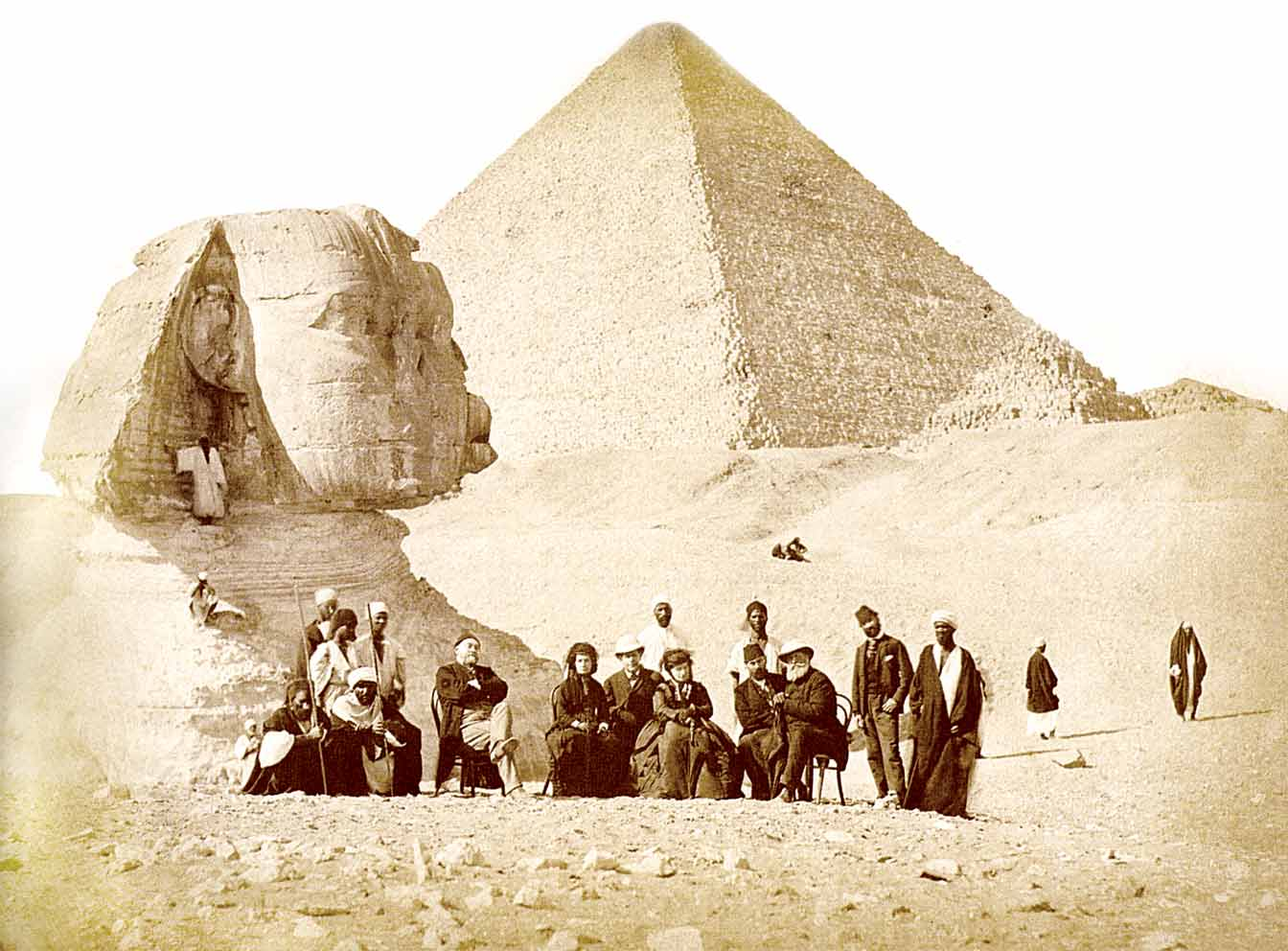
Um grande grupo rodeia o imperador (sentado, à direita) e Auguste Mariette (sentado, à esquerda), durante a visita à Necrópole de Gizé e à Esfinge de Guizé, no fim de 1871

Em 25 de maio de 1871 o imperador e sua esposa viajaram à Europa. Ele há tempo ansiava por férias no exterior. Quando chegou a notícia de que sua filha mais nova, a princesa Leopoldina, então com 23 anos, havia morrido de tifo em Viena, ele finalmente encontrou um motivo forte para partir. Ao chegar em Lisboa, Portugal, imediatamente dirigiu-se ao Palácio das Janelas Verdes, onde encontrou-se com sua madrasta, Amélia de Leuchtenberg, que não via há quarenta anos. O encontro foi emocionante e Pedro escreveu no seu diário: "Eu chorei de felicidade e também de dor por ver minha mãe tão afetuosa para comigo, mas também por vê-la tão idosa e doente".
Em seguida ele visitou a Espanha, a Grã-Bretanha, a Bélgica, a Alemanha, Áustria, Itália, Egito, Grécia, Suíça e França. Em Coburgo visitou a tumba de sua filha. Sua impressão sobre a viagem foi de um tempo de "alívio e liberdade". Viajando com o nome de "Pedro de Alcântara", insistia em ser tratado informalmente e em parar apenas em hotéis. Passava seus dias em passeios e encontrando com cientistas e outros intelectuais com quem partilhava interesses. A viagem foi um sucesso, e suas maneiras nobres e sua curiosidade valeram-lhe notícias respeitosas nas nações que visitou. Este prestígio aumentou quando chegaram à Europa as notícias sobre a aprovação da Lei do Ventre Livre. Ele e sua comitiva voltaram em triunfo ao Brasil em 31 de março de 1872.

### A questão religiosa

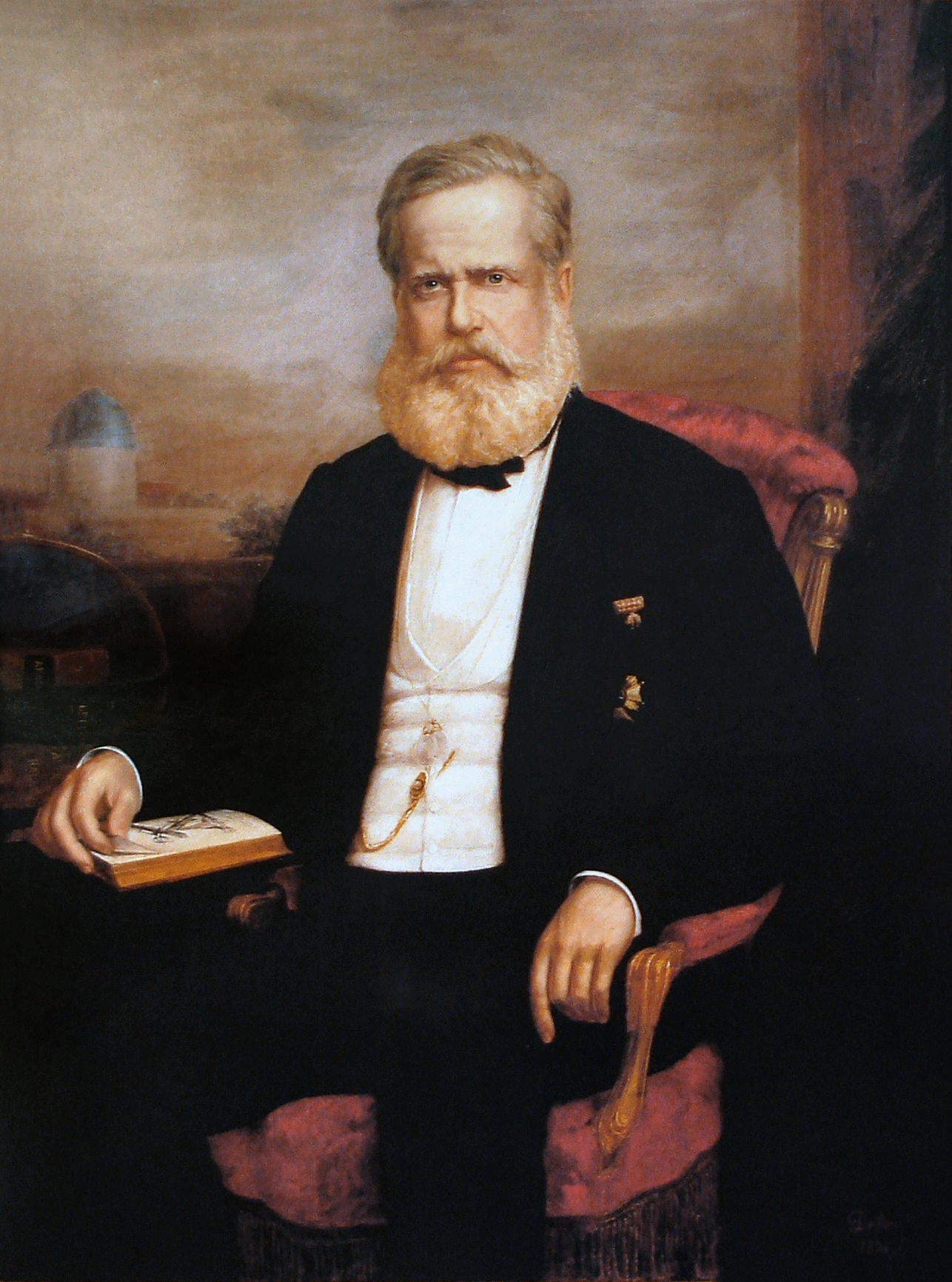
Pedro II aos 49 anos de idade, 1875

Logo após retornar ao Brasil, Pedro II enfrentou uma crise inesperada. Por muito tempo o clero brasileiro fora mal preparado e indisciplinado, além de sofrer com a falta de membros suficientes, levando a uma grande perda de prestígio à Igreja Católica. O governo imperial realizou um programa de reformas com o intuito de corrigir essas deficiências, seguindo uma tendência liberal. Como o catolicismo era a religião do Estado, o governo exercia um grande controle sobre os assuntos da Igreja, pois pagava os salários dos clérigos, nomeava párocos e bispos, ratificava bulas papais e supervisionava seminários. O governo selecionava bispos que satisfizessem seus critérios quanto ao preparo intelectual, o apoio às reformas liberais e à adequação moral. No entanto, à medida que mais homens fiéis ao Estado vieram a preencher as fileiras clericais, maior se tornou o ressentimento quanto ao controle do governo sobre a Igreja.
Os bispos de Olinda e Belém (nas províncias de Pernambuco e Pará, respectivamente) eram dois membros da nova geração de clérigos zelosos e bem preparados. Eles haviam sido influenciados pelas decisões e a situação que envolvia o papado e os católicos na época, especialmente a ênfase antiliberal do Concílio Vaticano I. Em 1872, eles ordenaram a expulsão dos maçons das irmandades leigas. Embora a Maçonaria europeia tenha frequentemente tendido para o ateísmo e anticlericalismo, as coisas eram diferentes na vertente brasileira onde a adesão às ordens maçônicas era comum, embora Pedro II não tenha sido maçom. O ministério chefiado pelo Visconde do Rio Branco tentou em duas ocasiões distintas convencer os bispos a revogar suas ordens, mas eles se recusaram. Isto levou a seu julgamento pelo Superior Tribunal de Justiça. Em 1874, eles foram condenados a quatro anos de prisão com trabalho forçado, embora o imperador tenha imediatamente comutado para prisão simples.
Pedro II teve uma participação decisiva na crise ao apoiar inequivocamente o governo. Ele era um adepto consciente do catolicismo, o qual enxergava como um importante difusor de valores civilizatórios e cívicos. Conquanto evitasse qualquer coisa que pudesse vir a ser considerado pouco ortodoxo, ele nunca se sentiu restringido em pensar e agir livremente. O imperador aceitou ideias novas, tais como a teoria da evolução de Charles Darwin, sobre a qual ele afirmara que "as leis que ele [Darwin] descobrira engrandecem o Criador". Foi moderado em suas crenças religiosas, mas não tolerava o desrespeito às leis e à autoridade do governo. Como ele afirmou a seu genro: "[O governo] tem que garantir que a Constituição seja obedecida. Nesses procedimentos não há desejo de proteger a maçonaria; mas sim defender os direitos do poder civil". A crise foi resolvida em setembro de 1875, após o imperador, a contragosto, ter concordado com a anistia completa aos bispos e após a Santa Sé ter anulado as interdições.

### Viagem aos EUA, Europa e Oriente Médio

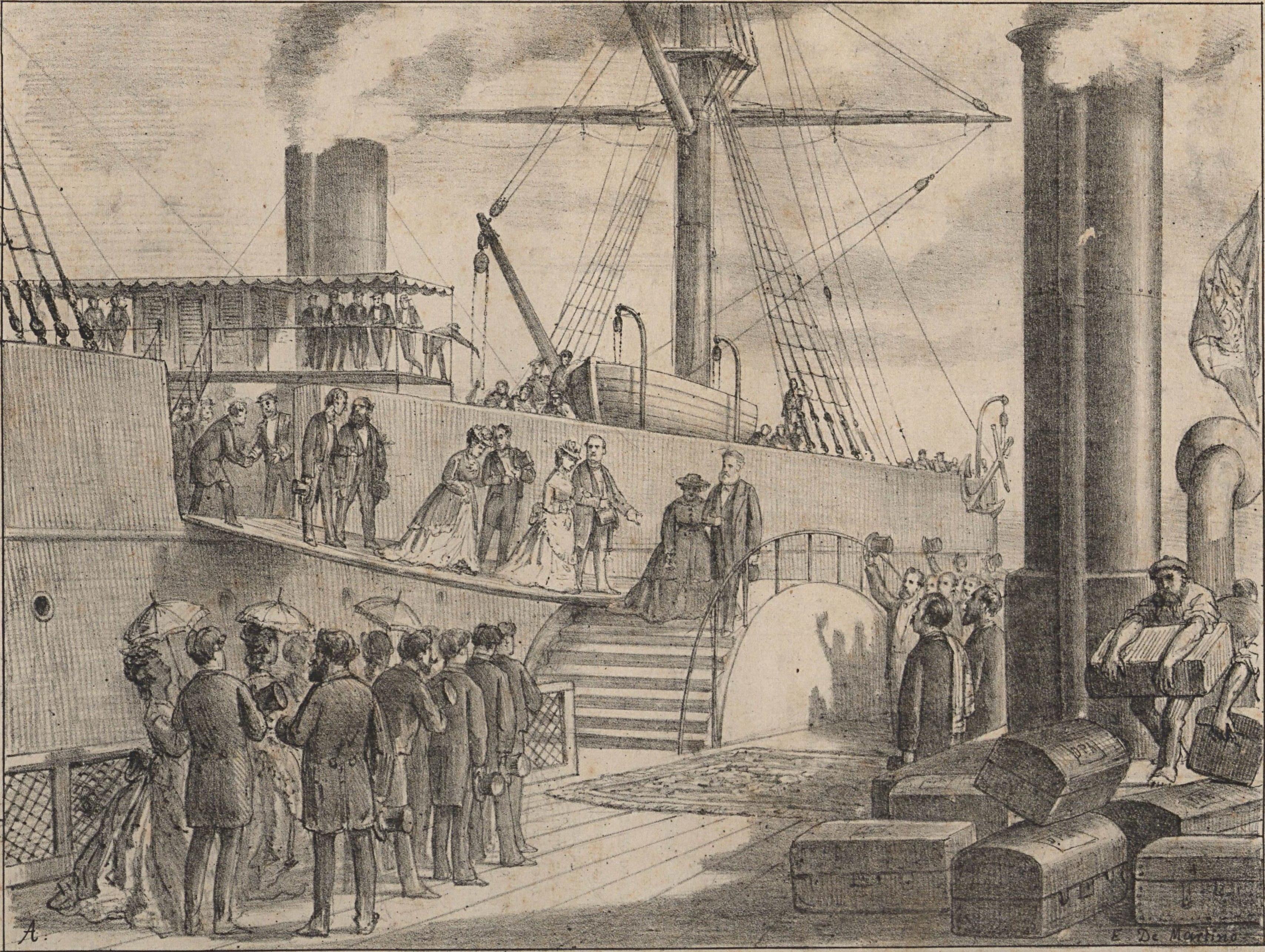
Chegada de Suas Majestades Imperiais a Liverpool a bordo do Russian.

Mais uma vez o imperador viajou para o exterior, desta vez aos Estados Unidos. Foi acompanhado por seu leal criado Rafael, que o criou na infância. Pedro II chegou a Nova Iorque em 15 de abril de 1876, e de lá viajou pelo interior do país; indo até São Francisco no oeste, Nova Orleães no sul, Washington, D.C., no noroeste, e Toronto, no Canadá. Sua viagem foi um "triunfo completo", tendo Pedro II causado uma profunda impressão no povo americano por sua simplicidade e gentileza. Depois atravessou o Atlântico, onde visitou a Dinamarca, Suécia, Finlândia, Império Russo, Império Otomano e Grécia. Em sequência foi para a Terra Santa, Egito, Itália, Áustria, Alemanha, França, Grã-Bretanha, Países Baixos, Suíça e Portugal. Ele voltou ao Brasil em 22 de setembro de 1877.

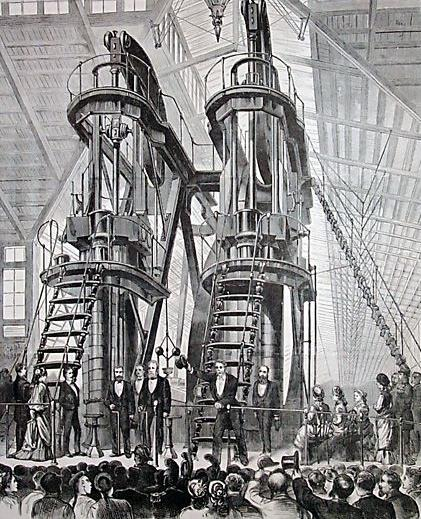
Dom Pedro II e o presidente dos EUA Ulysses S. Grant ligam a máquina a vapor Corliss na abertura da Exposição Universal de 1876, na Filadélfia.

Em sua estadia nos Estados Unidos, Pedro II visitou o presidente Ulysses S. Grant; nesse mesmo período, abre, em Filadélfia, Pensilvânia, a primeira Exposição Mundial dos EUA, para comemorar o centenário da assinatura da declaração de independência que aconteceu em 1776, também em Filadélfia. O imperador conheceu Thomas Edison e Graham Bell, que havia inventado o que no futuro viria a ser o telefone, e junto ao inventor teria testado a nova invenção. Na exposição, o experimento de Graham Bell era ignorado pelos observadores, porém tudo mudara com a aparição do imperador brasileiro. Separados por salas diferentes, ao ouvir a voz de Bell no aparelho, Pedro II profere sua célebre frase: "Meu Deus, isto fala!". Admirado com o mecanismo, Pedro fez questão de que o Brasil fosse um dos primeiros países do mundo a possuir um telefone – os primeiros modelos foram instalados no Rio de Janeiro e Petrópolis em 1877.
As viagens de Pedro II ao exterior causaram um profundo impacto psicológico. Enquanto viajava, estava praticamente livre das restrições impostas pelo seu cargo. Sob o pseudônimo "Pedro de Alcântara", ele aproveitava a satisfação de se mover como uma pessoa comum, até mesmo viajando por trem apenas com sua esposa. Apenas quando viajava para fora era que o imperador podia se desvencilhar das formalidades e exigências da vida que conhecia no Brasil. Se tornou mais difícil se readaptar às suas rotinas como Chefe de Estado ao retornar. Com a morte prematura de seus filhos do sexo masculino, a fé do imperador no futuro da monarquia se evaporara. Suas viagens para o exterior agora o tornaram ressentido do peso que o destino colocara em seus ombros quando era apenas uma criança de cinco anos de idade. Se antes ele não tinha interesse em assegurar o trono para a próxima geração, agora ele não tinha interesse sequer em mantê-lo em seu tempo de vida.

## Declínio e queda

### Decadência

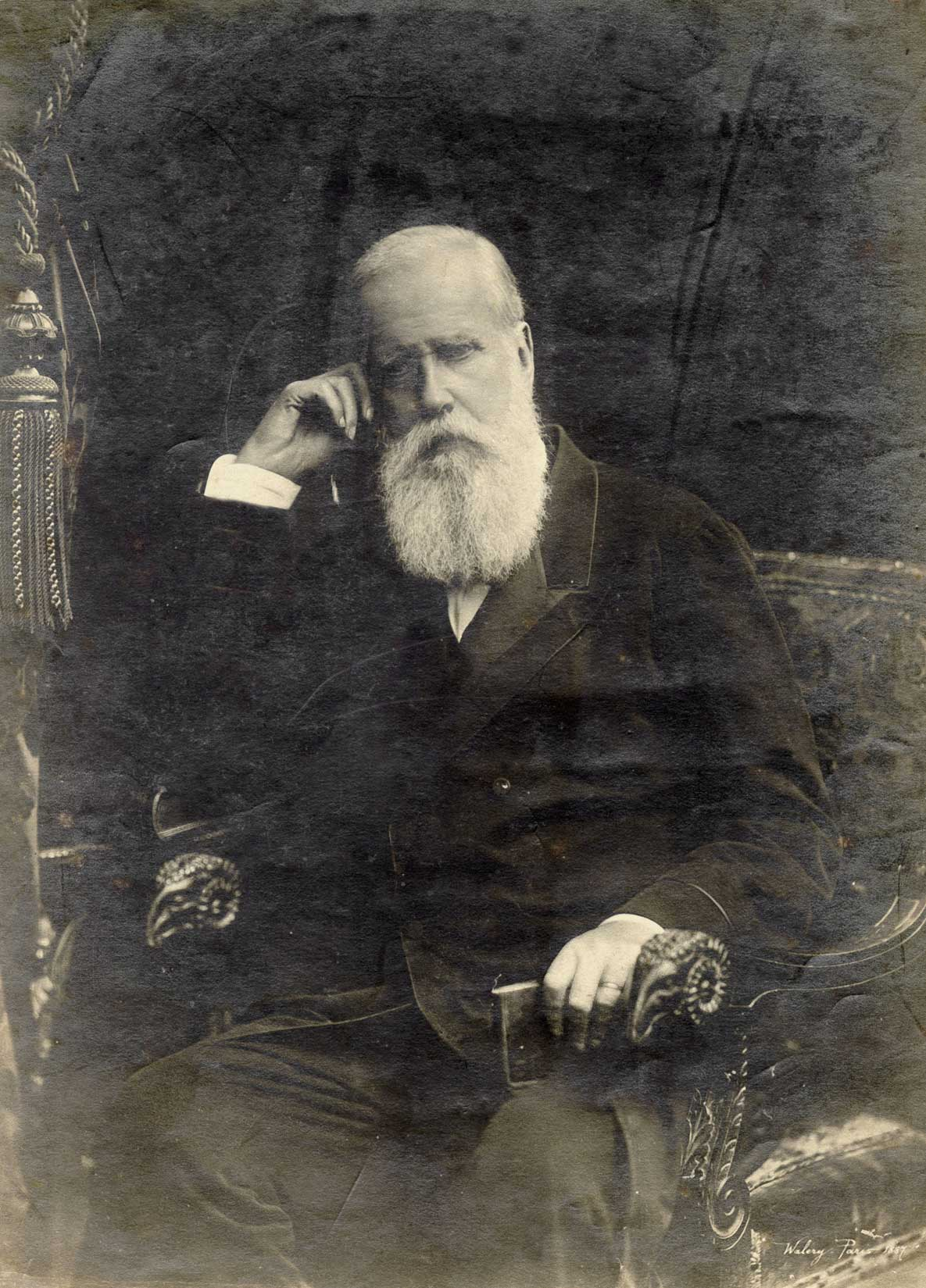
Pedro II em 1887, com 61 anos: um imperador cansado de sua coroa e resignado quanto ao fim da monarquia

Na década de 1880, o Brasil continuou a prosperar e a diversidade social aumentou notavelmente, testemunhando inclusive o primeiro movimento pelos direitos da mulher. Por outro lado, as cartas que Pedro II escreveu neste período revelam um homem cansado do mundo, cada vez mais alienado e pessimista. Ele permanecia fiel às suas obrigações como Chefe de Estado e era meticuloso em seu cumprimento, apesar de frequentemente sem entusiasmo. Por causa do crescente "indiferentismo do imperador pela sorte do destino do regime" e por sua falta de atitude em defesa do sistema imperial quando ele começou a ser questionado, historiadores têm atribuído a "principal, talvez única, responsabilidade" pela queda da monarquia a Pedro II.
Após a sua experiência com os perigos e obstáculos de governo, as figuras políticas que surgiram na década de 1830 olharam para o imperador como provedor de uma fonte fundamental de autoridade essencial tanto para governar quanto para a sobrevivência nacional. Estes velhos estadistas morreram ou se retiraram da vida pública até que, nos anos 1880, eles haviam sido quase todos substituídos por uma geração mais nova de políticos que não haviam experienciado os primeiros anos do reinado de Pedro II, quando perigos internos e externos ameaçaram a existência da nação. Eles haviam apenas conhecido uma administração estável e prosperidade. Em grande contraste com aqueles da era anterior, a nova geração não via razão para manter e defender a instituição imperial como força benéfica unificadora para a nação. O papel de Pedro II em atingir uma era de unidade nacional, estabilidade e bom governo eram agora ignorados e desconsiderados pelas elites dirigentes.
A falta de um herdeiro que pudesse prover de forma possível uma nova direção para a nação também diminuiu as perspectivas a longo termo para a continuação da monarquia brasileira. O imperador amava sua filha Isabel, mas ele considerava a ideia de uma sucessora feminina como contrária ao papel requerido de um governante do Brasil. Ele enxergava a morte de seus dois filhos homens como um sinal de que o Império estava destinado a ser suplantado. A resistência a aceitar uma mulher governante também era compartilhada pela classe política. Apesar de a Constituição permitir a sucessão feminina ao trono, o Brasil ainda era um país bastante tradicional, e apenas um sucessor masculino era percebido como capaz de ser um Chefe de Estado.
O republicanismo era um credo elitista que nunca floresceu no Brasil, e que tinha pouco apoio nas províncias. Mas uma ameaça séria à Monarquia foi a combinação de ideias republicanas e a disseminação do Positivismo entre os oficiais de baixa e média patente no exército, o que levou a indisciplina nas tropas. Eles sonhavam com uma república ditatorial que acreditavam ser superior a monarquia democrática liberal.

### Abolição e golpe de estado

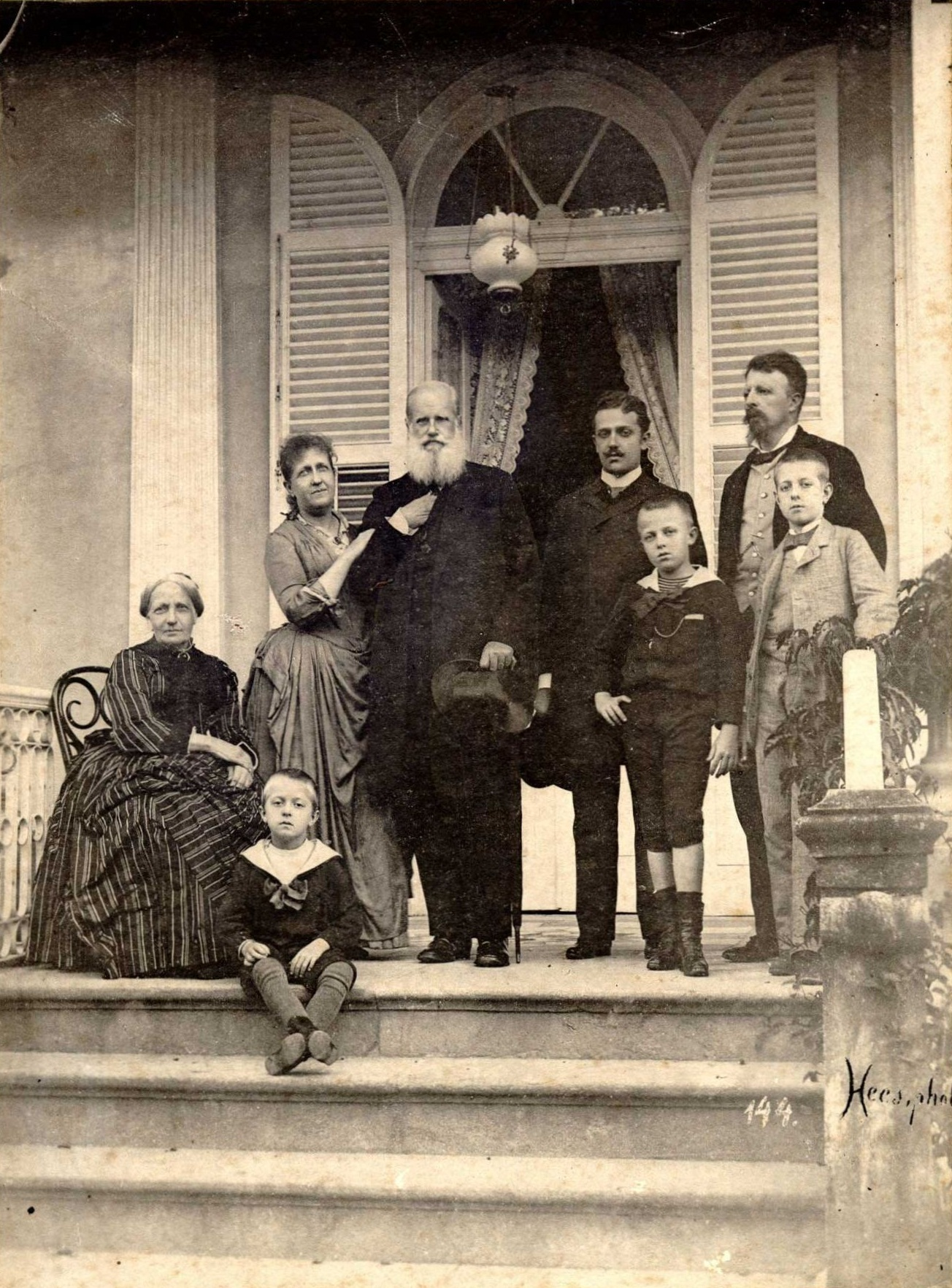
A última fotografia da Família Imperial no Brasil, na varanda da Casa da Princesa Isabel, em Petrópolis, 1889

Em junho de 1887, a saúde do imperador havia declinado consideravelmente, e seus médicos sugeriram que ele buscasse tratamento na Europa. Enquanto em Milão, passou duas semanas entre a vida e a morte, recebendo até mesmo a extrema unção. Em 22 de maio de 1888, acamado e ainda se recuperando, recebeu a notícia de que a escravidão havia sido abolida no Brasil. Com voz fraca e lágrimas nos olhos, murmurou: "Demos graças a Deus. Grande povo! Grande povo!" e desatou a chorar copiosamente. Pedro II retornou e desembarcou no Rio de Janeiro em 22 de agosto de 1888. "O país inteiro o recebeu com um entusiasmo jamais visto. Da capital, das províncias, de todos os lugares, chegaram provas de afeição e veneração." Com a devoção expressada pelos brasileiros com o retorno do imperador e da imperatriz da Europa, a monarquia aparentava gozar de apoio inabalável e parecia estar no ápice de sua popularidade.
A nação brasileira desfrutava de grande prestígio no exterior durante os anos finais do Império, e havia se tornado uma potência emergente no cenário internacional. Previsões de perturbações na economia e na mão de obra causadas pela abolição da escravatura não se realizaram e a colheita de café de 1888 foi bem-sucedida. Contudo, o fim da escravidão desencadeou em uma transferência explícita do apoio ao republicanismo pelos grandes fazendeiros de café. Detentores de grande poder político, econômico e social no país, os fazendeiros consideraram a abolição como confisco de propriedade privada. Para evitar uma reação republicana, o governo aproveitou o crédito fácil disponível no Brasil como resultado de sua prosperidade e disponibilizou grandes empréstimos a juros baixos aos cafeicultores, além de distribuir fartamente títulos de nobreza e outras honrarias a figuras políticas influentes que haviam se tornado descontentes. O governo também tomou medidas indiretas para administrar a crise com os militares revivendo a moribunda Guarda Nacional, que então existia praticamente apenas no papel.

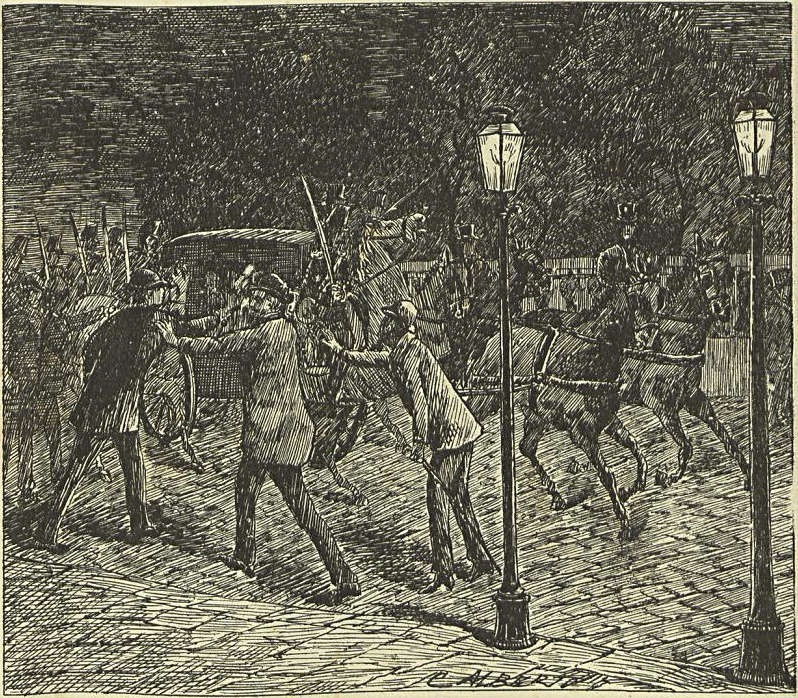
Atentando contra o imperador do Brasil, ocorrido na noite de 15 para 16 de julho de 1889 (O Occidente, 1889)

As medidas tomadas pelo governo alarmaram os republicanos civis e os militares positivistas. Estes entenderam as ações do governo como uma ameaça aos seus propósitos, o que os incitou à reação. A reorganização da Guarda Nacional foi iniciada pelo gabinete em agosto de 1889, e a criação de uma força rival levou os dissidentes no corpo de oficiais do exército a cogitarem atos extremos. Para ambos os grupos, republicanos e militares dissidentes, havia se tornado um caso de "agora ou nunca". Apesar de não haver desejo entre a maior parte da população brasileira para uma mudança na forma de governo, os republicanos civis passaram a pressionar os oficiais civis a derrubar a monarquia. Em 15 de julho de 1889, o imperador Pedro II sofreu um atentado a tiros quando saía de um teatro no Centro do Rio de Janeiro (Atentado de Julho de 1889); quando já estava em sua carruagem ouviu-se um grito de "Viva a República", e em seguida o jovem Adriano Augusto do Vale sacou uma arma e atirou na sua direção. A bala não atingiu o Imperador e o responsável pelo atentado fora preso horas depois; não ficou comprovado se o jovem possuía, de fato, ligações politicas com algum grupo republicano.
Os republicanos, liderados por Quintino Bocaiuva, Benjamin Constant e o Marechal Deodoro da Fonseca, ralizaram um golpe de Estado em 15 de novembro de 1889 e instituíram uma república. As poucas pessoas que presenciaram o acontecimento não perceberam que se tratava de uma rebelião. A historiadora Lídia Besouchet afirmou que "raramente uma revolução havia sido tão minoritária". Durante todo o processo Pedro II não demonstrou qualquer emoção, como se não se importasse com o desenlace. Ele rejeitou todas as sugestões para debelar a rebelião feitas por políticos e militares. Quando soube da notícia de sua deposição, simplesmente comentou: "Se assim é, será minha aposentadoria. Trabalhei demais e estou cansado. Agora vou descansar". Ele e sua família foram mandados para o exílio na Europa, partindo em 17 de novembro.

## Exílio e legado

### Últimos anos
Houve resistência monarquista significante após a queda do Império, a qual foi sempre reprimida. Distúrbios contra o golpe ocorreram, assim como batalhas renhidas entre tropas monarquistas do Exército contra milícias republicanas. O "novo regime suprimiu com rápida brutalidade e total desdenho por todas as liberdades civis quaisquer tentativas de criar um partido monarquista ou de publicar jornais monarquistas. A Imperatriz Teresa Cristina morreu na cidade do Porto, três semanas após a sua chegada à Europa e Isabel e sua família se mudaram para outro lugar enquanto seu pai se estabeleceu em Paris. Seus últimos dois anos de vida foram solitários e melancólicos, vivendo em hotéis modestos com quase nenhum recurso, ajudado financeiramente pelo seu amigo Conde de Alves Machado, e escrevendo em seu diário sobre sonhos em que lhe era permitido retornar ao Brasil.

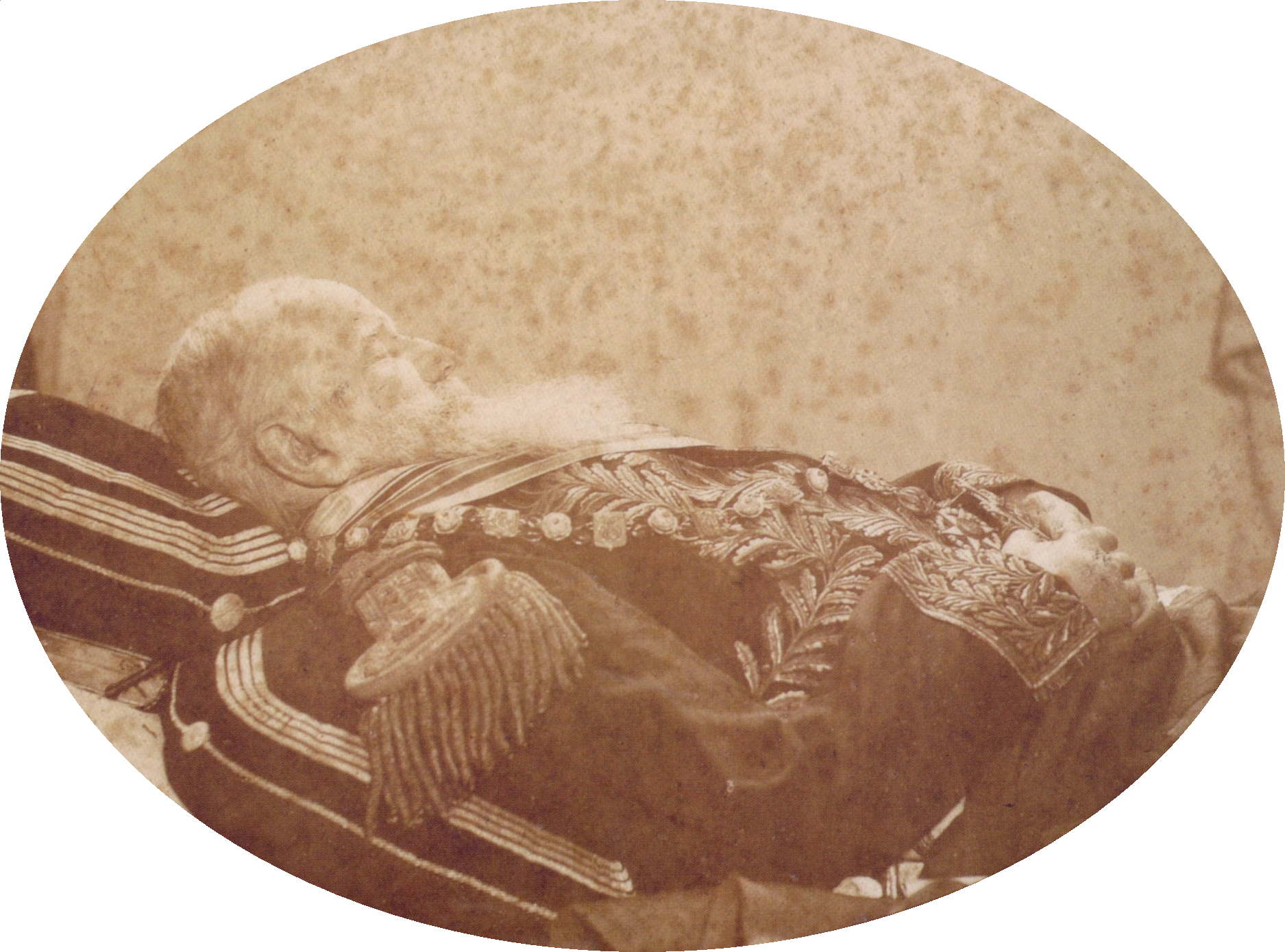
Pedro II em seu leito de morte, 6 de dezembro de 1891: o livro embaixo do travesseiro sob sua cabeça simboliza que, mesmo após a morte, sua mente descansa sobre o conhecimento

Certo dia realizou um longo passeio pelo rio Sena em carruagem aberta, apesar da temperatura extremamente baixa. Ao retornar para o hotel Bedford à noite, sentiu-se resfriado. A doença evoluiu nos dias seguintes até tornar-se uma pneumonia. O estado de saúde de Pedro II rapidamente piorou até a sua morte às 00h35 da manhã do dia 5 de dezembro de 1891. Suas últimas palavras foram: "Deus que me conceda esses últimos desejos — paz e prosperidade para o Brasil". Enquanto preparavam seu corpo, um pacote lacrado foi encontrado no quarto com uma mensagem escrita pelo próprio imperador: "É terra de meu país; desejo que seja posta no meu caixão, se eu morrer fora de minha pátria". O pacote que continha terra de todas as províncias brasileiras foi colocada dentro do caixão.

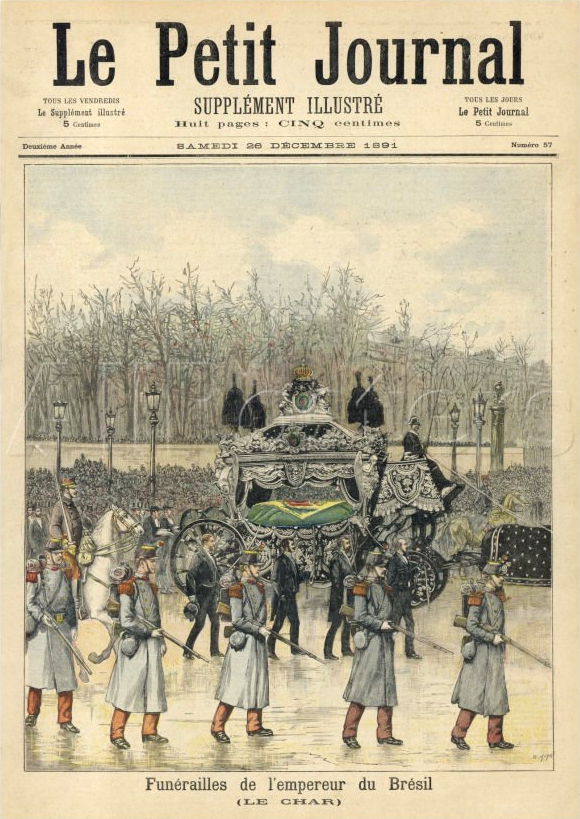
Funeral de Pedro II noticiado na capa do Le Petit Journal um dia após sua morte

A Princesa Isabel desejava realizar uma cerimônia discreta e íntima, mas acabou por aceitar o pedido do governo francês de realizar um funeral de Estado. No dia seguinte, milhares de personalidades compareceram a cerimônia realizada na Igreja de la Madeleine. Além da família de Pedro II, estavam: o rei Francisco II das Duas Sicílias, a rainha Isabel II da Espanha, Luís Filipe, Conde de Paris, e diversos outros membros da realeza europeia. Também estavam presentes o General Joseph Brugère, representando o Presidente Sadi Carnot, os presidentes do Senado e da Câmara, assim como senadores, deputados, diplomatas e outros representantes do governo francês. Quase todos os membros da Academia Francesa, do Instituto de França, da Academia de Ciências Morais e da Academia de Inscrições e Belas-Artes também participaram. Representantes de outros governos, tanto do continente americano, quanto europeu se fizeram presentes, além de países longínquos como Turquia, China, Japão e Pérsia. Em seguida o caixão foi levado em cortejo até a estação de trem, de onde partiria para Portugal. Apesar da chuva incessante e da temperatura extremamente baixa, cerca de 300 mil pessoas assistiram ao evento. A viagem prosseguiu até a Igreja de São Vicente de Fora, em Lisboa, onde o corpo de Pedro II foi depositado no Panteão dos Braganças em 12 de dezembro.
Os membros do governo republicano brasileiro, "temerosos da grande repercussão que tivera a morte do imperador", negaram qualquer manifestação oficial. Contudo, o povo brasileiro não ficou indiferente ao falecimento de Pedro II, pois a "repercussão no Brasil foi também imensa, apesar dos esforços do governo para a abafar. Houve manifestações de pesar em todo o país: comércio fechado, bandeiras a meio pau, toques de finados, tarjas pretas nas roupas, ofícios religiosos". Foram realizadas "missas solenes por todo o país, seguidas de pronunciamentos fúnebres em que se enalteciam Pedro II e o regime monárquico".

### Legado

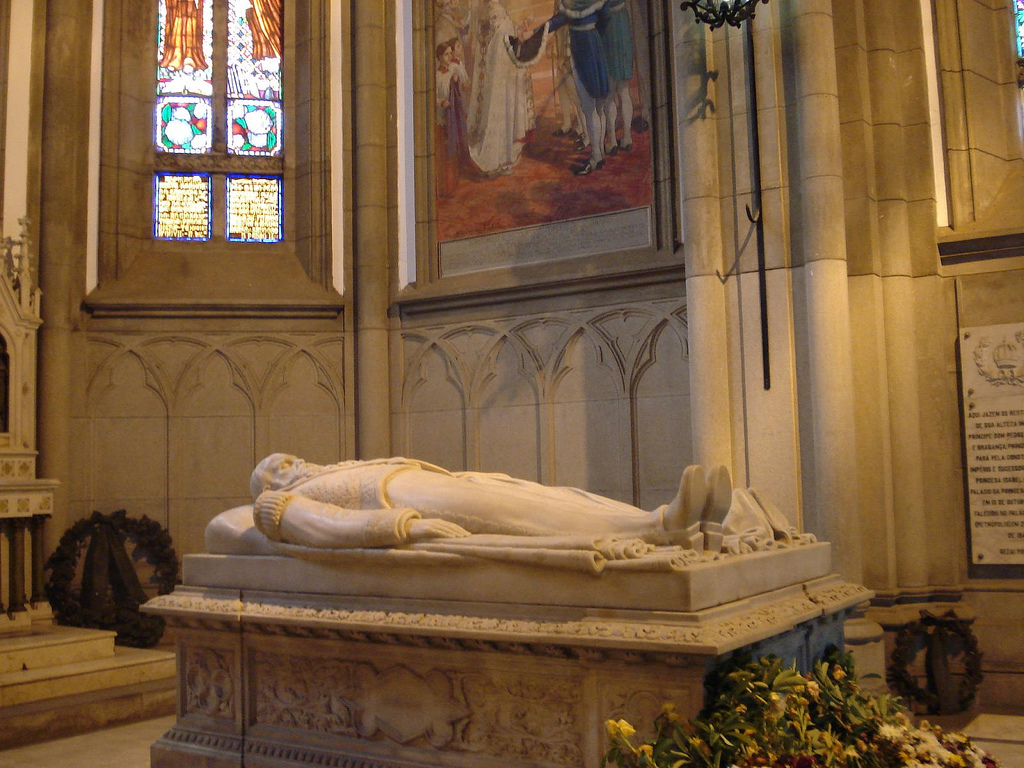
Tumba de Pedro II e de Teresa Cristina no Mausoléu Imperial, dentro da Catedral de Petrópolis

Os brasileiros se mantiveram apegados a figura do imperador popular a quem consideravam um herói e continuaram a vê-lo como o Pai do Povo personificado. Esta visão era ainda mais forte entre os brasileiros negros ou de ascendência negra, que acreditavam que a monarquia representava a libertação. O fenômeno de apoio contínuo ao monarca deposto é largamente devido a uma noção generalizada de que ele foi "um governante sábio, benevolente, austero e honesto". Esta visão positiva de Pedro II, e nostalgia por seu reinado, apenas cresceu a medida que a nação rapidamente caiu sob o efeito de uma série de crises políticas e econômicas que os brasileiros acreditavam terem ocorridas devido a deposição do imperador. Ele nunca cessou de ser considerado um herói popular, mas gradualmente voltaria a ser um herói oficial.
Surpreendentemente fortes sentimentos de culpa se manifestaram dentre os republicanos, que se tornaram cada vez mais evidentes com a morte do imperador no exílio. Eles elogiavam Pedro II, que era visto como um modelo de ideais republicanos, e a era imperial, que acreditavam que deveria servir de exemplo a ser seguido pela jovem república. No Brasil, as notícias da morte do imperador "despertou um genuíno sentimento de pesar entre aqueles que, embora não simpatizantes da restauração da monarquia, reconheciam tanto os méritos quanto as realizações de seu finado governante".
Seus restos mortais, assim como os de sua esposa, foram finalmente trazidos ao Brasil em 1921 a tempo do centenário da independência brasileira em 1922 e o governo desejava dar a Pedro II condizentes aos de Chefe de Estado. Um feriado nacional foi decretado e o retorno do imperador como herói nacional foi celebrado por todo o país. Milhares participaram da cerimônia principal no Rio de Janeiro. O historiador Pedro Calmon descreveu a cena: "Os velhos choravam. Muitos ajoelhavam-se. Todos batiam palmas. Não se distinguiam mais republicanos e monárquicos. Eram brasileiros". Esta homenagem marcou a reconciliação do Brasil republicano com o seu passado monárquico. Em 1920, foi noticiado que havia um movimento para construir um panteão na capital do país para abrigar os restos mortais de importantes personagens históricos brasileiros, inclusive Pedro II, a tempo do centenário em 1922.
Os historiadores possuem uma grande estima por Pedro II e seu reinado. A literatura historiográfica que trata dele é vasta e, com a exceção do período imediatamente posterior a sua queda, enormemente positiva, e até mesmo laudatória. O imperador Pedro II é considerado por vários historiadores o maior de todos os brasileiros. De uma maneira bem similar aos métodos que foram usados pelos republicanos do começo do século XX, os historiadores apontam as virtudes do imperador como exemplos a serem seguidos, apesar de que nenhum foi longe o bastante para propor a restauração da monarquia. O historiador Richard Graham comentou: "A maior parte dos historiadores do século XX, além disso, têm olhado nostalgicamente para o período [do reinado de Pedro II], usando suas descrições do Império para criticar – às vezes sutilmente, outras vezes nem tanto – os regimes republicanos e ditatoriais subsequentes do Brasil".

## Títulos e honrarias

Monograma imperial de Pedro II

### Formas de tratamento e títulos
- 2 de dezembro 1825 – 7 de abril de 1831: Sua Alteza Imperial, o Príncipe Imperial.
- 7 de abril de 1831 – 15 de novembro de 1889: Sua Majestade Imperial, o Imperador.
- 15 de novembro de 1889 - 5 de dezembro de 1891: Sua Majestade Imperial, o Imperador Dom Pedro II do Brasil.
- A forma de tratamento e o título completo do monarca foram "Sua Majestade Imperial, Dom Pedro II, Pela Graça de Deus, e Unânime Aclamação dos Povos, Imperador Constitucional e Defensor Perpétuo do Brasil".[434][435]

### Honrarias
Brasileiras:
- Grão-Mestre da Imperial Ordem de Nosso Senhor Jesus Cristo.
- Grão-Mestre da Imperial Ordem de São Bento de Avis.
- Grão-Mestre da Imperial Ordem de Sant'Iago da Espada.
- Grão-Mestre da Imperial Ordem do Cruzeiro do Sul.
- Grão-Mestre da Imperial Ordem de Pedro Primeiro.
- Grão-Mestre da Imperial Ordem da Rosa.

Estrangeiras:
- Grã-Cruz da Imperial Ordem da Águia Mexicana
- Grã-Cruz da Ordem de Santo Estêvão
- Grande Cordão da Ordem de Leopoldo
- Grã-Cruz da Ordem da Estrela
- Cavaleiro da Ordem do Elefante
- Grã-Cruz da Ordem de São Januário
- Grã-Cruz da Ordem de São Fernando e do Mérito
- Grã-Cruz da Legião de Honra
- Grã-Cruz da Ordem do Salvador
- Grã-Cruz da Ordem Neerlandesa do Leão
- Cavaleiro da Ordem do Tosão de Ouro
- Cavaleiro Estrangeiro da Ordem da Jarreteira
- Grã-Cruz da Ordem Soberana e Militar de Malta
- Grã-Cruz da Ordem Equestre do Santo Sepulcro de Jerusalém
- Grã-Cruz da Sagrada Ordem Militar Constantiniana de São Jorge
- Grã-Cruz da Ordem de Nossa Senhora da Conceição de Vila Viçosa
- Grã-Cruz da Ordem Militar da Torre e Espada, do Valor, Lealdade e Mérito
- Grã-Cruz da Ordem da Águia Negra
- Grã-Cruz de todas as Ordens de Cavalaria da Rússia
- Grã-Cruz da Ordem da Anunciação
- Grã-Cruz da Ordem do Serafim
- Grã-Cruz da Ordem da Estrela Polar
- Grã-Cruz da Ordem de Medjidié (Primeira Classe)

## Descendência

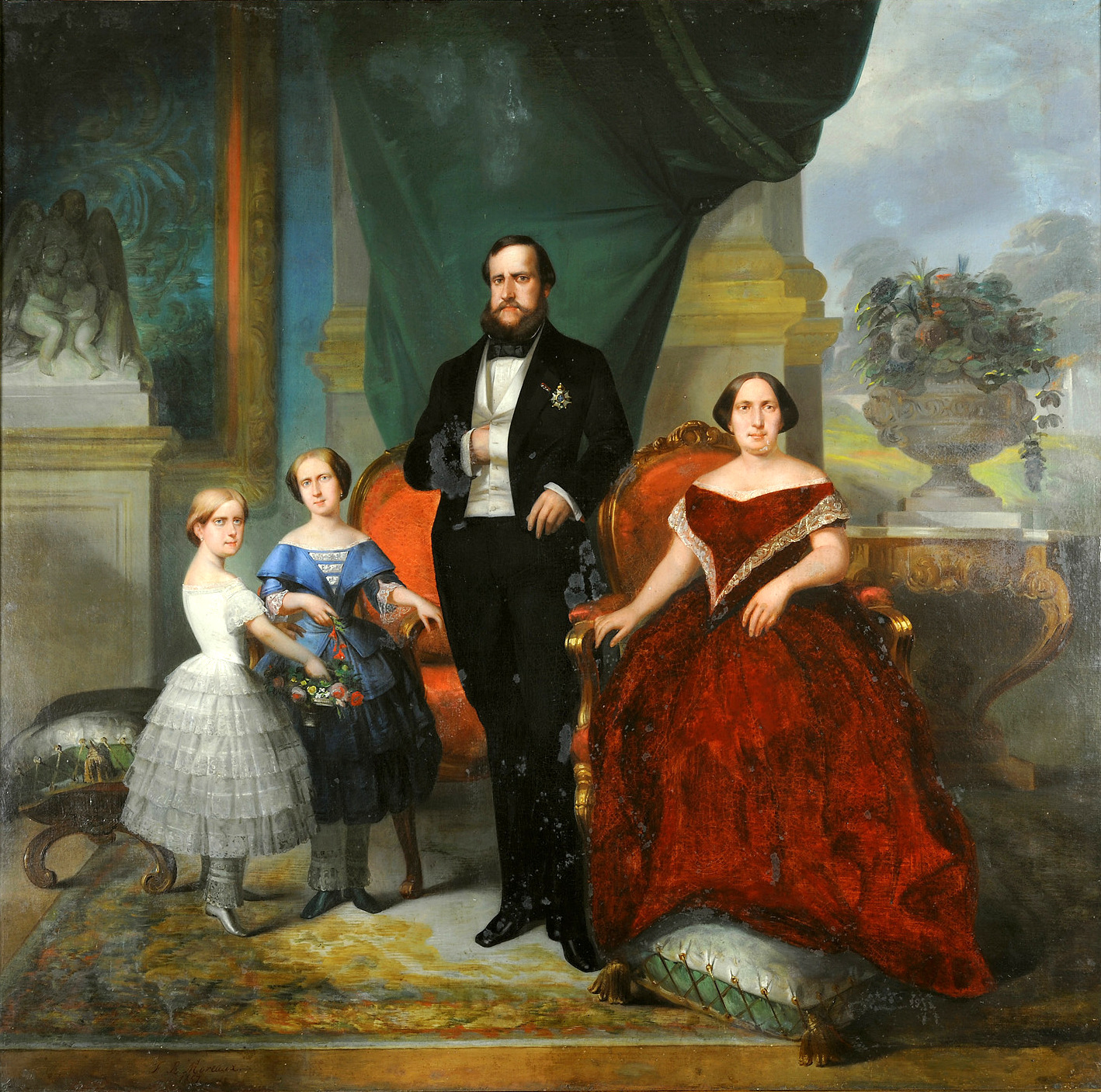
Família Imperial - O imperador Pedro II, sua esposa Teresa Cristina e suas filhas, princesas Isabel e Leopoldina, por François-René Moreaux, 1857. No Museu Imperial de Petrópolis

| Imagem | Nome                            | Nascimento              | Morte                  | Notas |
| ------ | ------------------------------- | ----------------------- | ---------------------- | --- |
|        | Afonso Pedro, Príncipe Imperial | 23 de fevereiro de 1845 | 11 de junho de 1847    | Príncipe Imperial do Brasil de seu nascimento até sua morte.                                                |
|        | Isabel, Princesa Imperial       | 29 de julho de 1846     | 14 de novembro de 1921 | Casou-se com Gastão, Conde d'Eu, com descendência. Serviu como regente enquanto seu pai estava no exterior. |
|        | Princesa Leopoldina             | 13 de julho de 1847     | 7 de fevereiro de 1871 | Casou-se com Luís Augusto de Saxe-Coburgo-Gota, com descendência.                                           |
|        | Pedro Afonso, Príncipe Imperial | 19 de julho de 1848     | 9 de janeiro de 1850   | Príncipe Imperial do Brasil de seu nascimento até sua morte.                                                |